# Hanomag-Gelände

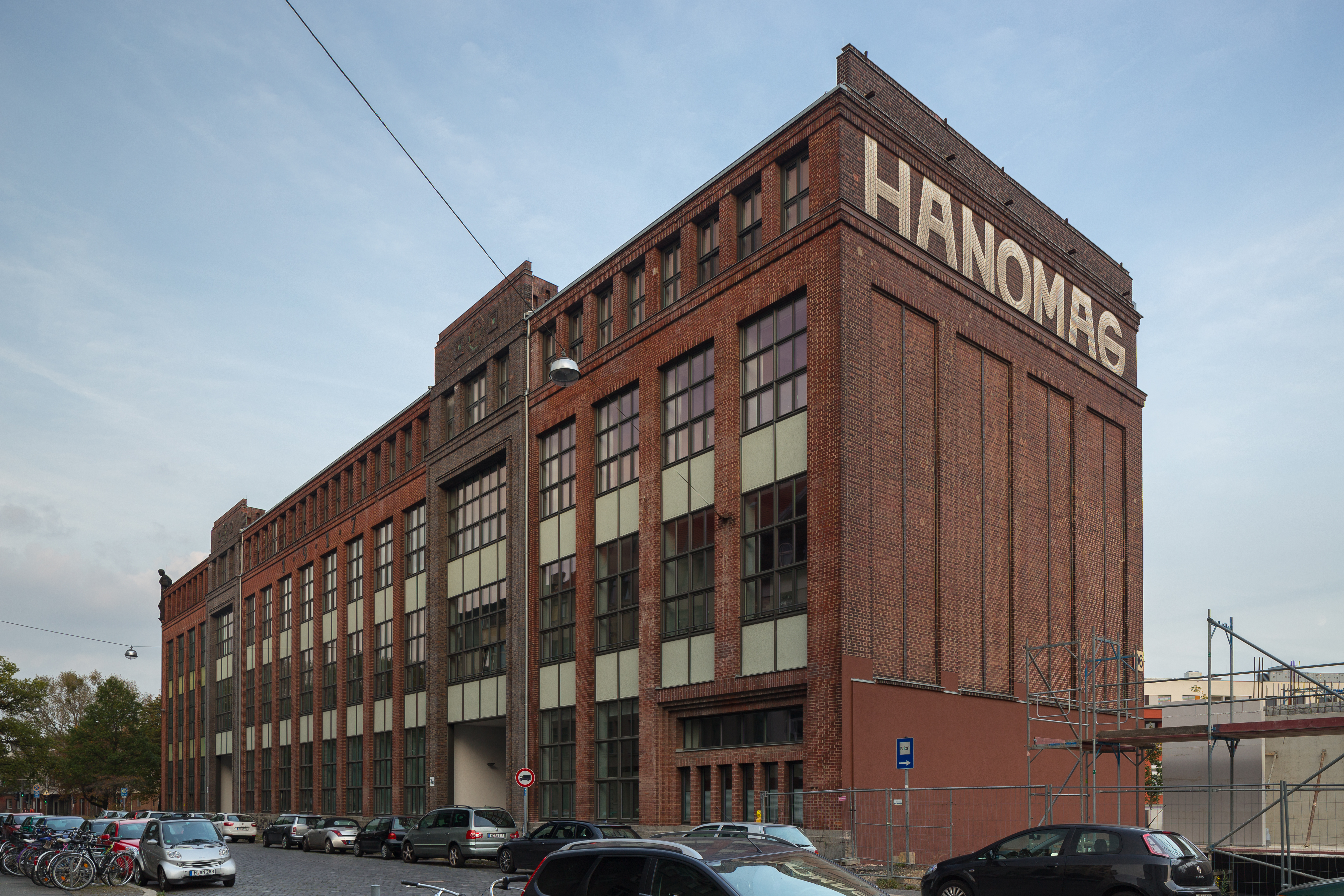
Ehemalige Fabrikhalle an der Hanomagstraße mit Firmennamen

Die Gebäude des ehemaligen Hanomag-Geländes in Hannover sind ein bedeutendes Beispiel für die deutsche Industriearchitektur im späten 19. und frühen 20. Jahrhundert. Das Gelände befindet sich im südlichen Gebiet der früheren Stadt Linden, heute ein Stadtteil von Hannover. Die Firma Hanomag ging 1984 in Konkurs.:14 Während der folgenden Jahre wurden die meisten Fabrikanlagen abgerissen. Die erhaltenen Gebäude sind heute (2014) größtenteils saniert und werden von verschiedenen Firmen und Privatpersonen genutzt. An dem Gelände lässt sich noch immer erkennen, welche Bedeutung die Eisenverarbeitung in Linden besaß. Es zeugt auch von einem Aufschwung in einer von Aufrüstung und Krieg bestimmten Zeit.:152

## Geschichte

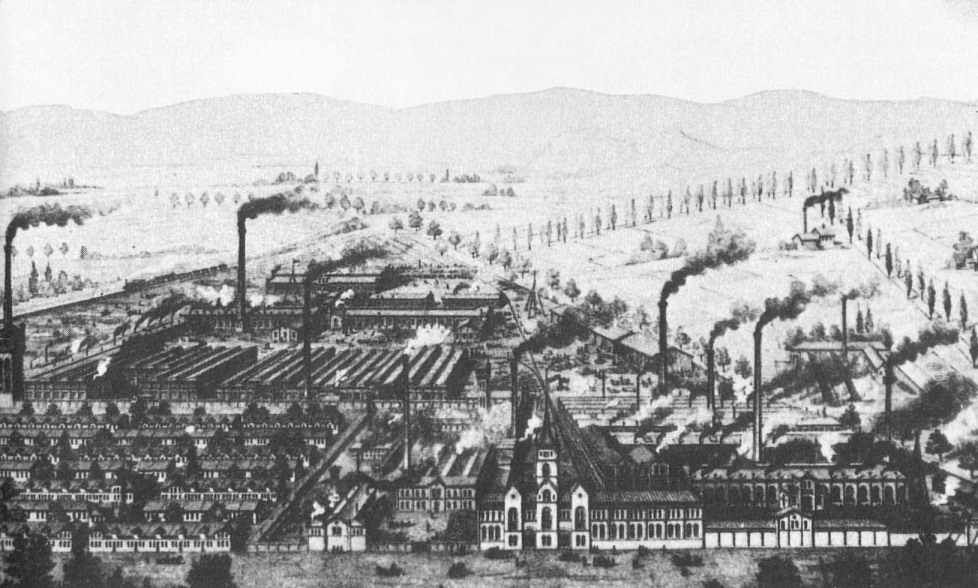
Die Egestorffsche Maschinenfabrik in der zweiten Hälfte des 19. Jahrhunderts, vor der umfangreichen Modernisierung. Im Vordergrund die Göttinger Chaussee (heute Göttinger Straße), diagonal von rechts unten in die Bildmitte verläuft die Hamelner Chaussee (heute Hanomagstraße). Links unten ist die Arbeitersiedlung Klein-Rumänien zu erkennen.

Die Hanomag ging aus der Gießerei und Maschinenfabrik von Georg Egestorff hervor.:150 Er gründete den Betrieb 1835, nach dem Tod seines Vaters Johann. Als Ort wählte Egestorff das Gelände zwischen der Göttinger Chaussee (heute Göttinger Straße) und Hamelner Chaussee, nahe der Egestorffschen Ziegelei. Die historische Chaussee nach Hameln wurde nach dem Zweiten Weltkrieg zur Werkszufahrt herabgestuft und in Hanomagstraße umbenannt. In den Anfangsjahren war das Unternehmen noch kein echter Industriebetrieb, wenn man die angewandten handwerklichen Arbeitsweisen und das breitgefächerte Programm berücksichtigt.:150
1846 begann die Produktion von Lokomotiven, das Unternehmen spezialisierte sich und wuchs. Nach 1860 kam es zu Umstrukturieren und Erweiterungen, mit denen Egestorff der Ausbau zu einer richtigen Maschinenfabrik gelang. Zu dieser Zeit entstanden repräsentative Bauten, darunter ein Tor zur Göttinger Chaussee. Nach dem Tode Egestorffs übernahm Bethel Strousberg 1868 den Betrieb. In nur drei Jahren rationalisierte und erweiterte er die Produktion erheblich. Jedoch musste Strousberg bereits 1871 die Maschinenfabrik an ein hannoversches Bankenkonsortium verkaufen, weil er bei einem gescheiterten Eisenbahn-Geschäft in Rumänien zu viel Geld verloren hatte. Die zur Aktiengesellschaft umgewandelte Firma litt in den Folgejahren unter der wirtschaftlichen Depression, die sie gegen 1890 überwand.:150

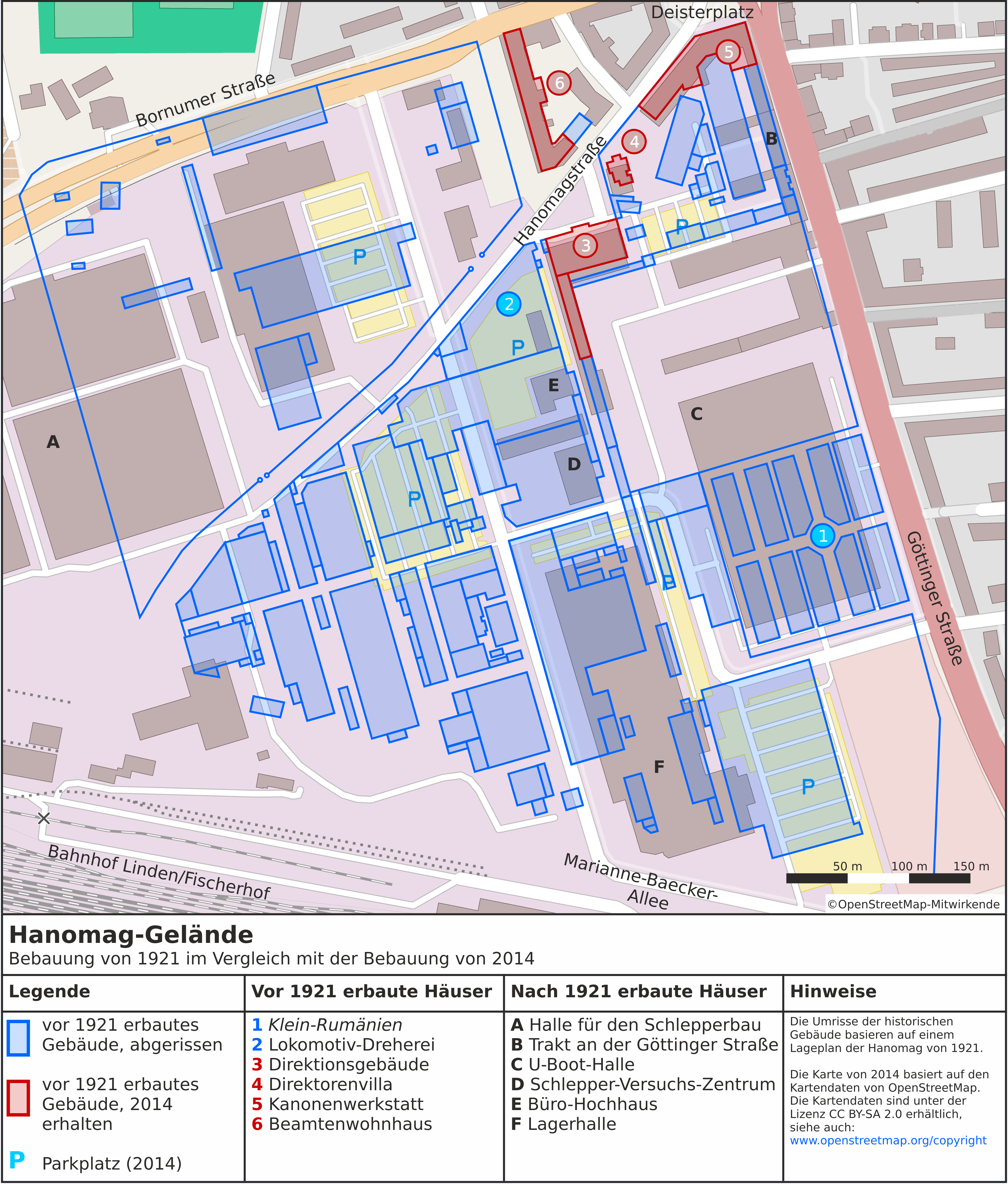
Vergleich der Bebauung von 1921 mit der von 2014

Zwischen 1898 und 1918 wurden die Werksanlagen gründlich modernisiert: eine zentrale Kraftanlage entstand, die Produktion wurde elektrifiziert. Daneben wurden fast alle Hallen durch Neubauten ersetzt. Während des Ersten Weltkriegs wuchs das Unternehmen durch die Produktion von Rüstungsgütern stark an.:150
In den 1920er Jahren produzierte Hanomag neben Lokomotiven auch Ackerschlepper, Lastwagen und den populären Kleinwagen 2/10 PS, im Volksmund Kommissbrot genannt. 1931 verkaufte man die Lokomotivsparte an die Firma Henschel in Kassel.:10,12
1934 übernahm der Bochumer Verein die Aktienmehrheit bei der Hanomag. Im gleichen Jahr fanden bereits geheime Verhandlungen statt, mit dem Ziel, die Hanomag zu einem Rüstungsbetrieb umzustrukturieren. In den Folgejahren produzierte Hanomag für die Wehrmacht unter anderem Halbkettenfahrzeuge, Eisenbahn- und Langrohrkanonen sowie Großkalibermunition.
1952 wurde der Bochumer Verein entflochten, die Hanomag vom Rheinmetall-Konzern übernommen. Die LKW-Sparte ging 1970 an Daimler-Benz:14, 1971 endete auch die Produktion von Landmaschinen und Ackerschleppern, zugunsten einer Konzentration auf Baumaschinen. 1974 erfolgte der Verkauf an den kanadischen Konzern Massey Ferguson. Dieser plante, über die Hanomag im europäischen Baumaschinen-Geschäft Fuß zu fassen. Trotz großer Anstrengungen gelang es Massey Ferguson nicht, die hannoversche Tochter profitabel zu machen. Die Hanomag wurde daher 1980 an den Mainzer Baumaschinenkonzern IBH-Holding abgegeben. Durch das Missmanagement des IBH-Eigentümers Horst-Dieter Esch geriet das hannoversche Unternehmen 1983 in Konkurs.
1984 begann die Hanomag wieder zu produzieren, neu organisiert als mittelständisches Unternehmen. Die Belegschaft umfasste zu dem Zeitpunkt nur 400 Mitarbeiter. Das Werksgelände wurde stark verkleinert, zahlreiche Betriebseinrichtungen verkauft und viele Gebäude in den folgenden Jahren abgerissen. Die Produktion befindet sich seit dieser Zeit auf dem nordwestlichen Teil des Areals. 1989 übernahm der japanische Komatsu-Konzern die Mehrheit an der Hanomag, die zwischenzeitlich wieder in eine Aktiengesellschaft umgewandelt worden war.:14
Nachdem der Großteil des Hanomag-Geländes lange Zeit brach gelegen war, begann 2008 die Neubelebung. Erhaltene Fabrikhallen wurden für Gewerbemieter hergerichtet und Wohnungen entstanden. Private Investoren finanzierten die Arbeiten und kamen dabei ohne öffentliche Förderungen aus. Im Herbst 2014 erhielt das Hanomag-Gelände eine Belobigung des Deutschen Städtebaupreises.

## Vor 1945 entstandene Gebäude

### WerkssiedlungKlein-Rumänien(nicht erhalten)
Bethel Henry Strousberg ließ 1869 die Arbeitersiedlung auf dem östlichen Teil des Geländes errichten.:26 Der Name Klein-Rumänien stammt aus dem Volksmund: Strousberg engagierte sich damals in großem Umfang im Eisenbahnbau in Rumänien, im Werk entstanden Lokomotiven dafür, das Scheitern des Rumänien-Projekts stürzte Strousberg zwei Jahre später in den Ruin.:224 Die annähernd quadratische Grundfläche der Siedlung grenzte östlich direkt an die Göttinger Straße. Die Pläne stammten von den Architekten Ferdinand Wallbrecht und Georg Hägemann. Sie entwarfen ein Ensemble von 144 Häusern, das Platz für 228 Familien bot. Daneben sollten pro Haus zwei bis sieben unverheiratete Arbeiter untergebracht werden. Mit einer Kapazität von maximal 2000 Bewohnern war Klein-Rumänien einige Jahre lang die größte geschlossene Arbeitersiedlung in Deutschland. Für die Fabrikleitung war ihr Bau wirtschaftlich geboten, weil in Linden große Wohnungsnot herrschte.:217 Mit etwa 20 m² mehr Wohnfläche als in übrigen Arbeiterquartieren Lindens sollten die Wohnungen helfen, neue Arbeiter anzulocken.:228 Der große Bedarf an qualifizierten Arbeitskräften konnte nur durch Zustrom von außen gedeckt werden, viele kamen aus dem Harz.:210 Die Häuser Klein-Rumäniens wurden 1937 abgebrochen:26, auf dem Gelände wurde 1943 die U-Boot-Halle errichtet.
- Ehemaliger Standort: Gelände an der Westseite der Göttinger Straße, auf der Höhe zwischen den gegenüber (östlich) in die Göttinger Straße einmündenden Straßen Tonstraße und Strousbergstraße[9](Lage)

### Fabrikhalle der Lokomotiv-Dreherei (nicht erhalten)

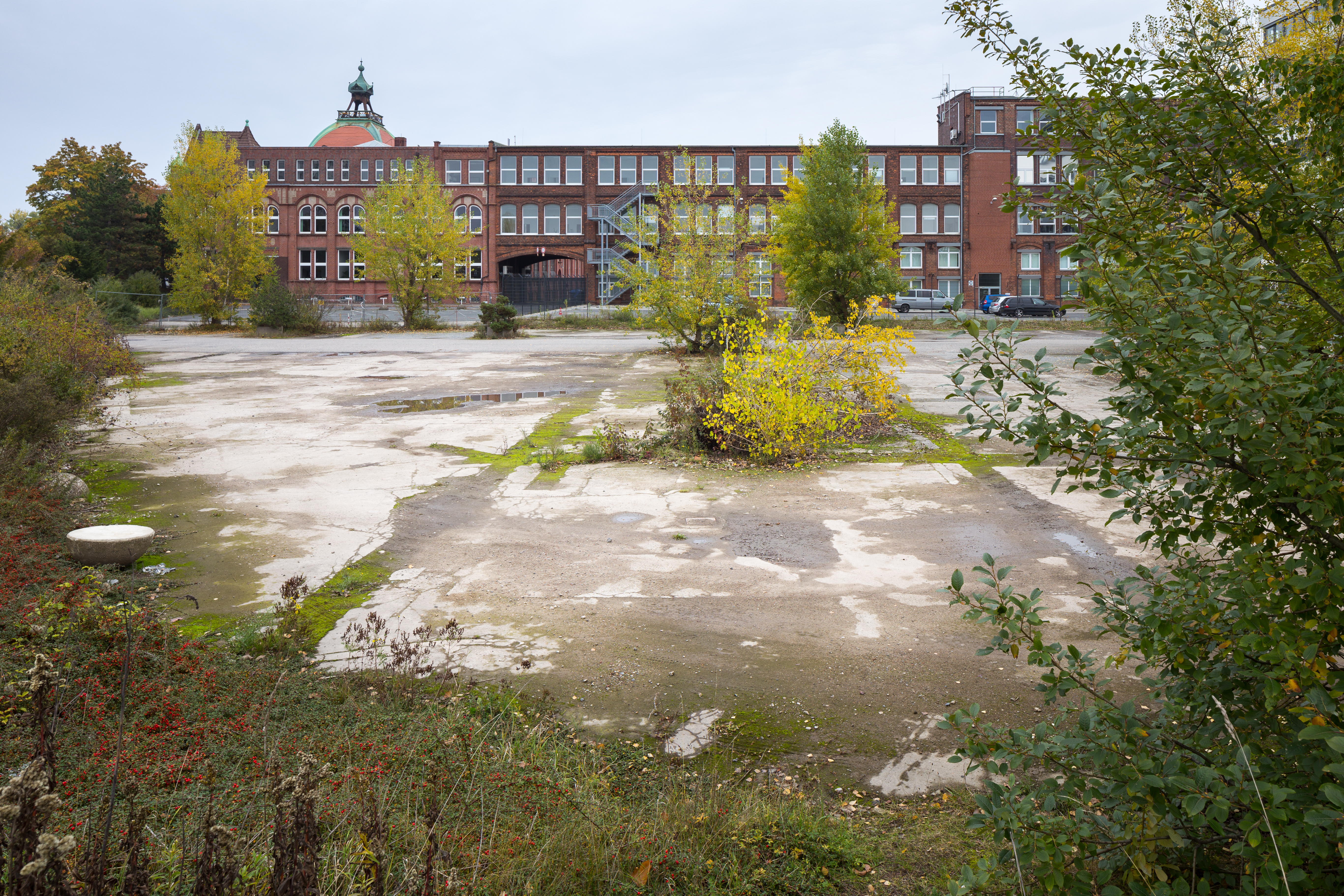
Als Parkplatz genutztes Areal der ehemaligen Lokomotiv-Dreherei

Die Fabrikhalle der Lokomotiv-Dreherei (Mechanische Werkstatt I) gehörte zum Zeitpunkt des Konkurses zu den ältesten erhaltenen Gebäuden auf dem Hanomag-Gelände.:150 Obwohl die Halle unter Denkmalschutz stand:51, wurde sie später abgerissen. Das Gebäude bestand aus einem vierteiligen Stahltragwerk und unterschiedlichen Dächern, deren Entwässerung von innen erfolgte. Zur Straße, im Osten beginnend mit Hanomagstraße Nr. 11, erhielt die Lokomotiv-Dreherei eine elfteilige Giebelfront. Zusätzlich aufgewertet wurde die Schauseite mit einem kleinen Turm von polygonalem Grundriss. Die Fassade aus braunroten Verblendziegeln folgte dem Stil der Hannoverschen Architekturschule.:150
Anfangs arbeiteten in der Dreherei 500 Personen an 381 Arbeitsmaschinen.:119 In der Zeit nach dem Ersten Weltkrieg zog die Produktion so kräftig an, dass man eine neue Werksanlage auf dem nahegelegenen Tönniesberg plante. Zumindest der Lokomotivbau sollte auf das Gelände südlich des Bahnhofs Fischerhofs ausgelagert werden. Da die Lokomotivproduktion Mitte der 1920er Jahre schwächelte, blieben die Pläne unrealisiert.:515 1931 verließ die letzte Lokomotive das Werk.:10,12
Das Areal der Lokomotiv-Dreherei diente später als Parkplatz für die Mitarbeiter der Firma Komatsu.
- Ehemaliger Standort: Hanomagstraße Nr. 11 (Lage)

### Direktionsgebäude

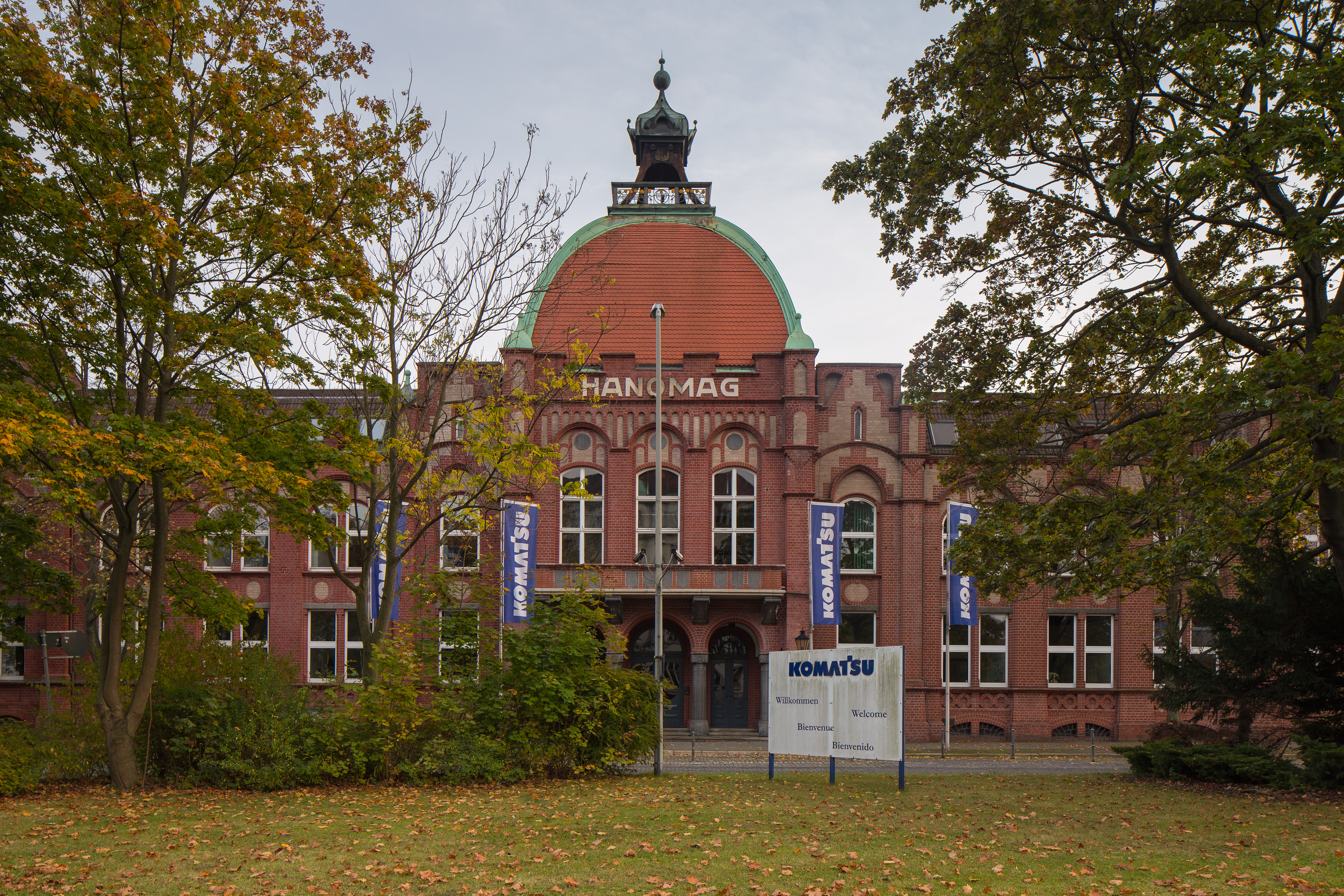
Repräsentatives Direktionsgebäude mit Schmuckplatz

Das Direktionsgebäude an der ehemaligen Hamelner Chaussee veranschaulicht, dass um die Jahrhundertwende der Wunsch nach Selbstdarstellung zunahm. Der Architekt G. Phillips entwarf 1903 ein zweistöckiges Haus auf hohem Kellersockel. Das ausgebaute Mansardendach wurde später verändert. Der Grundriss des Direktionsgebäudes ist weitgehend symmetrisch ausgeführt. Ein zentrales Treppenhaus mit aufsitzender Kuppel und schmückender Laterne bildet das Zentrum des rechteckigen Baukörpers. Zur Straße richten sich alle Räume, die eine repräsentative Funktion erfüllen, darunter das Direktorenzimmer und der Konferenzraum. Die Büros der Angestellten hingegen liegen an der Rückseite. Die nördliche Front als Hauptschauseite wird durch drei leicht vorspringende Risalite strukturiert. Eine offene, dreibogige Säulenhalle betont den breiteren Mittelrisalit, der sich vor der Treppenanlage befindet. Über der Säulenhalle liegt der Konferenzsaal, dem ein „Huldigungsbalkon“:151 vorgelagert ist. Als Fassadenmaterial kamen Ziegel zweier unterschiedlicher Farben zum Einsatz. Ihre dekorative Anordnung weist auf die Hannoversche Architekturschule hin, hinzu kommen Elemente des Jugendstils. Vor dem Gebäude legten die Planer einen Schmuckplatz an, der die Form eines Dreiecks hat. Die dort eingerichtete Auffahrt zeigte dem Besucher ein mächtiges, prosperierendes Industrieunternehmen. Das Direktionsgebäude zählt zu den aufwendigsten Verwaltungsbauten Hannovers.:151
Der Haupteingang zum Werksgelände befand sich zwischen dem Direktionsgebäude und der angrenzenden Lokomotiv-Dreherei.:465
- Standort: Hanomagstraße Nr. 9 (Lage)

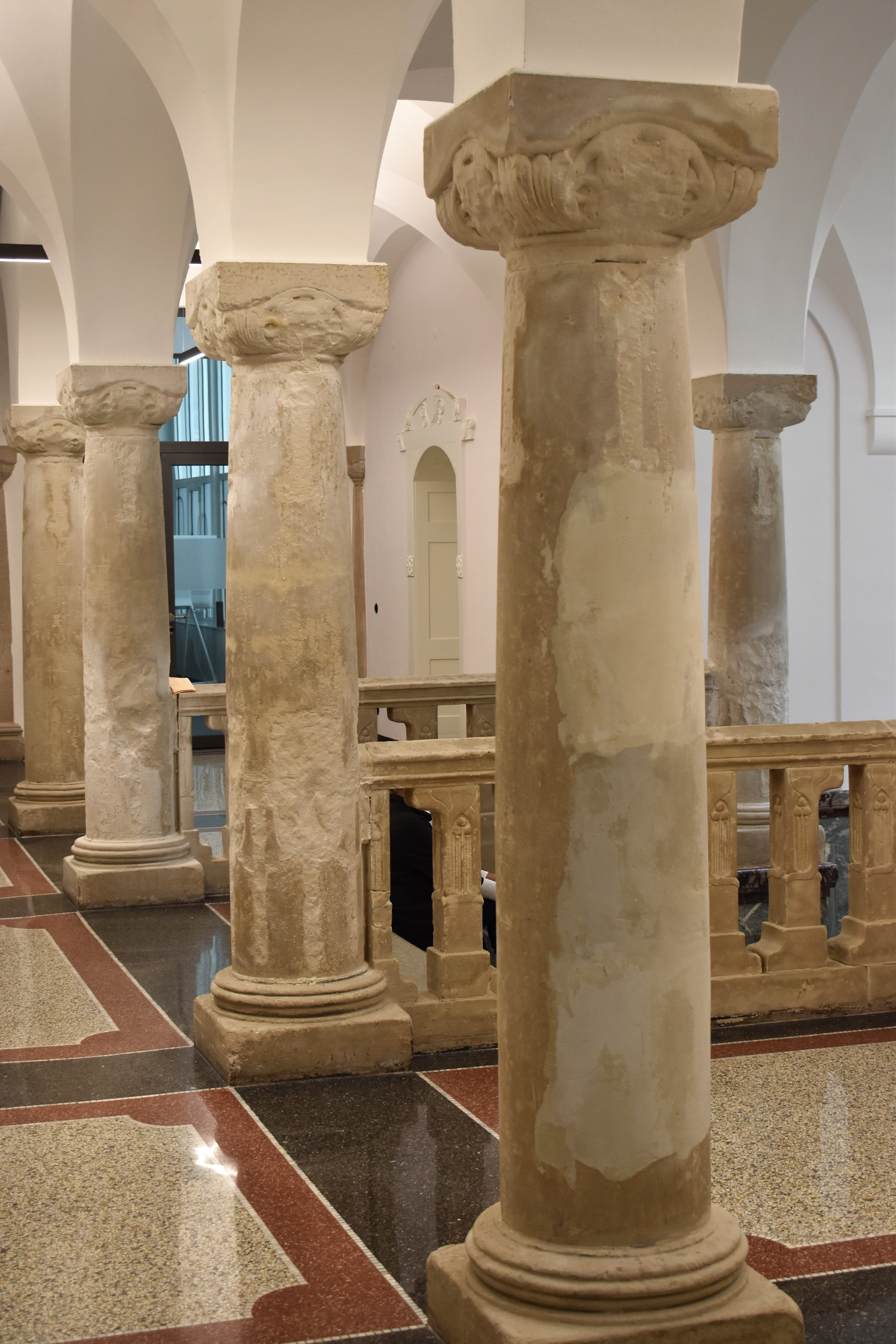
Säulen am Treppenaufgan
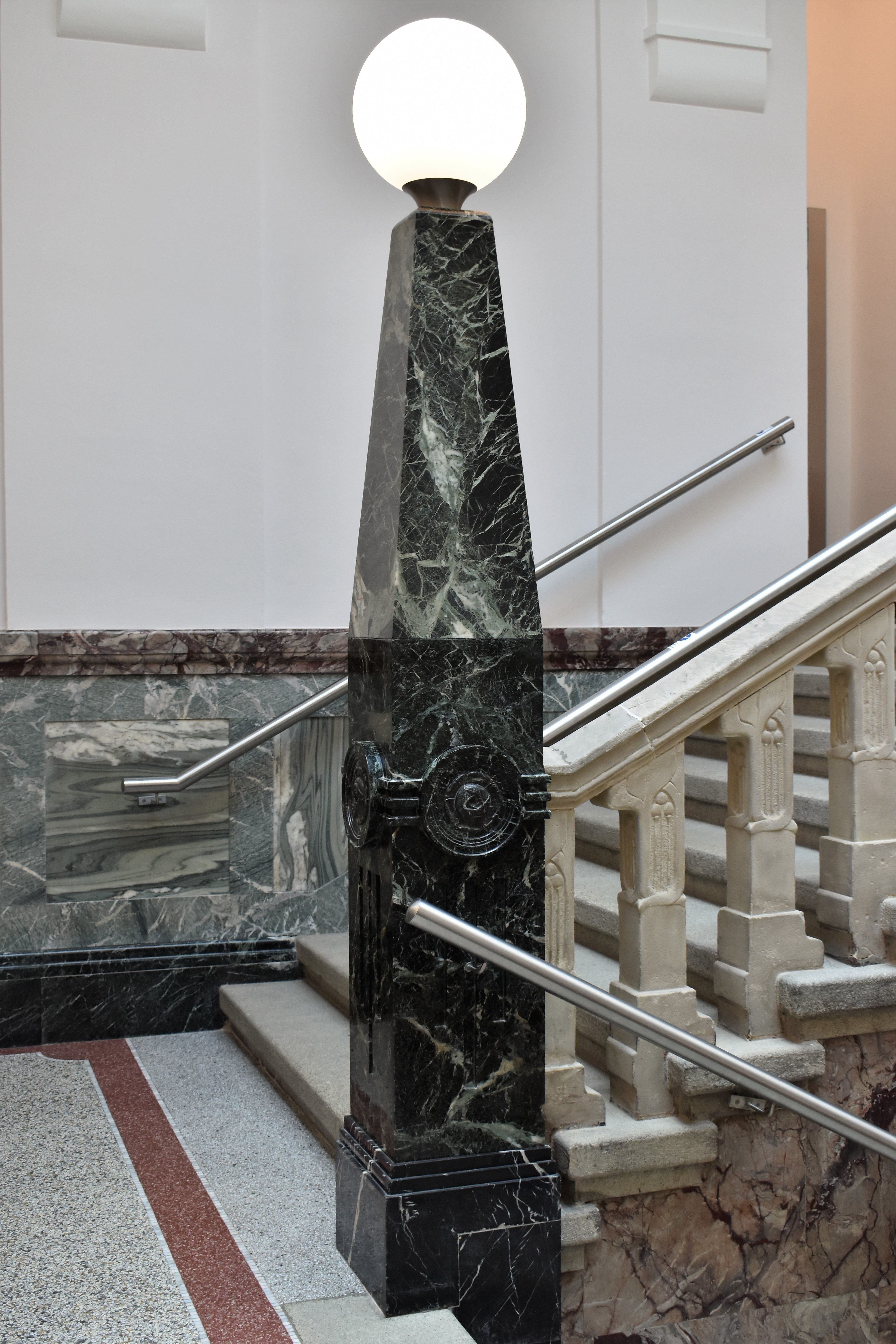
Kugellampe auf dem Treppenabsatz
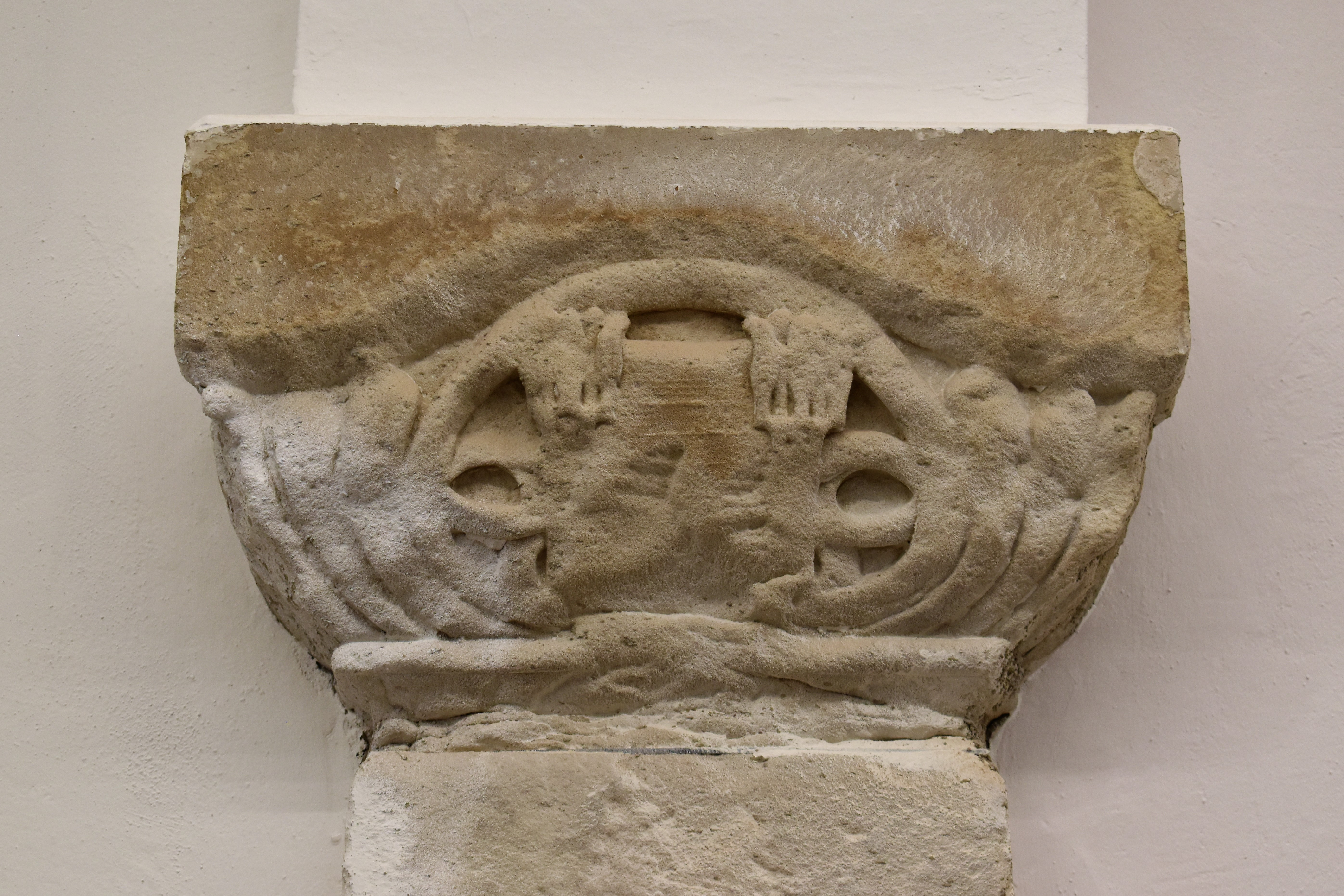
Säulenkapitell
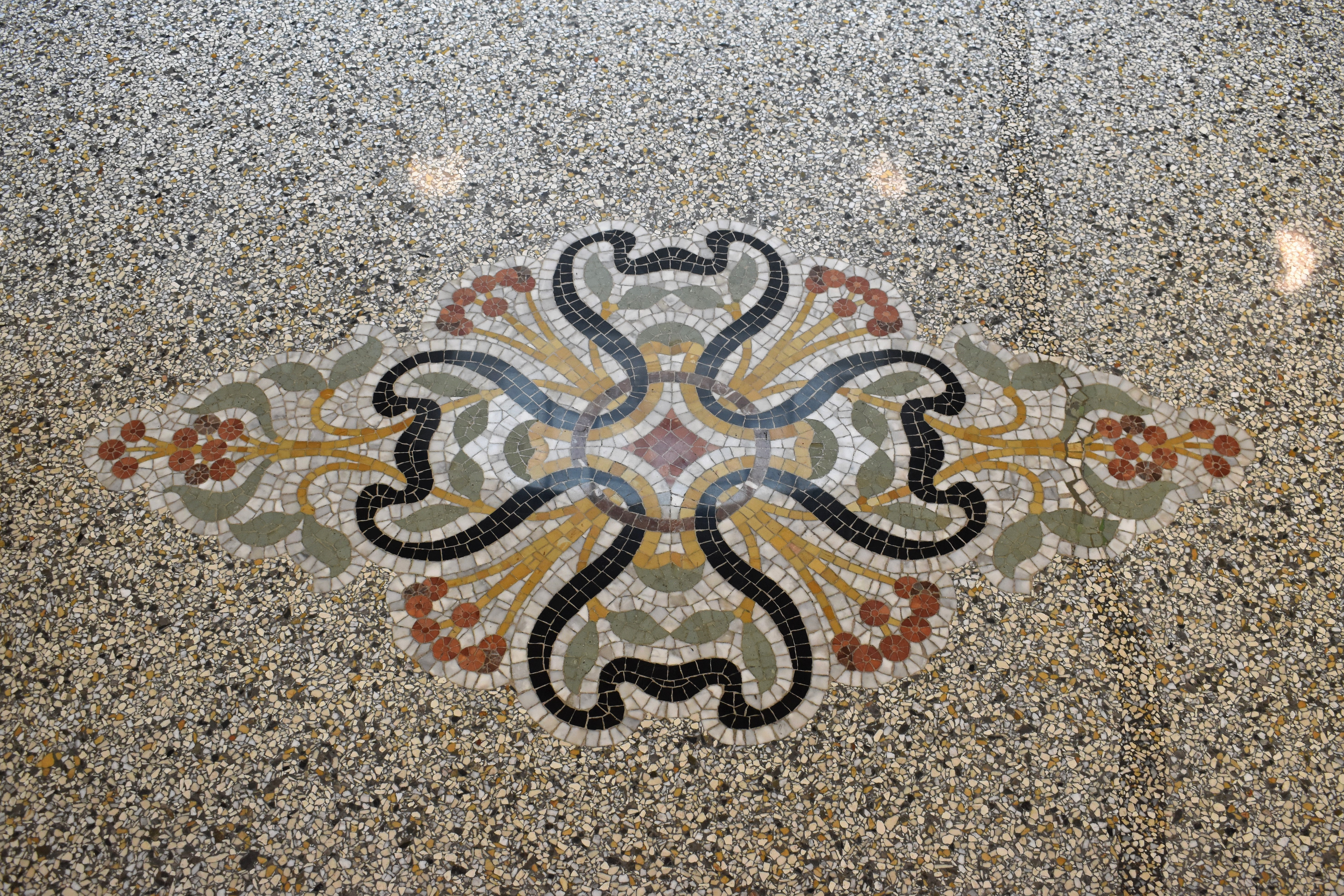
Mosaik im Erdgeschoss
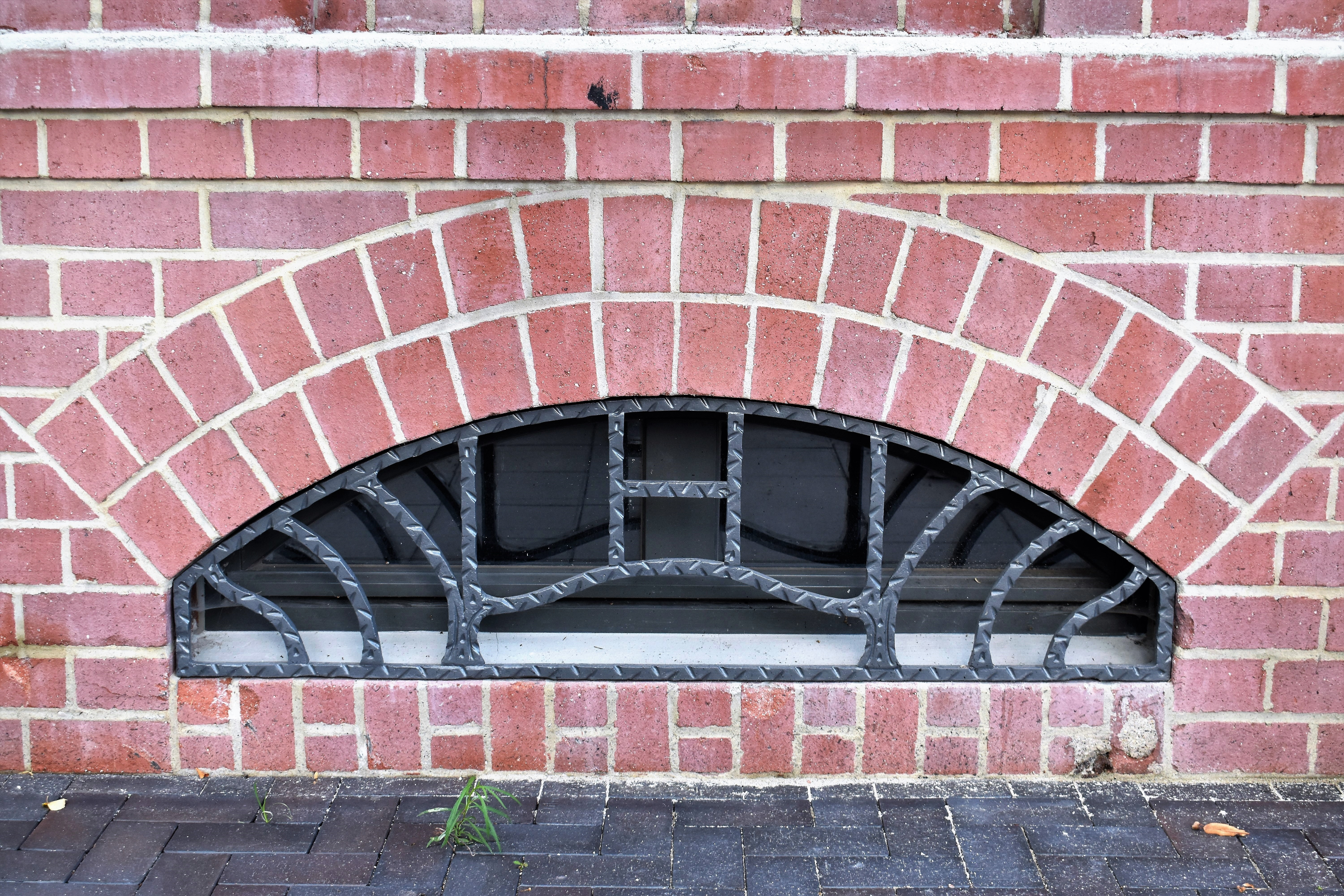
Kellerfenster mit geschmiedetem H
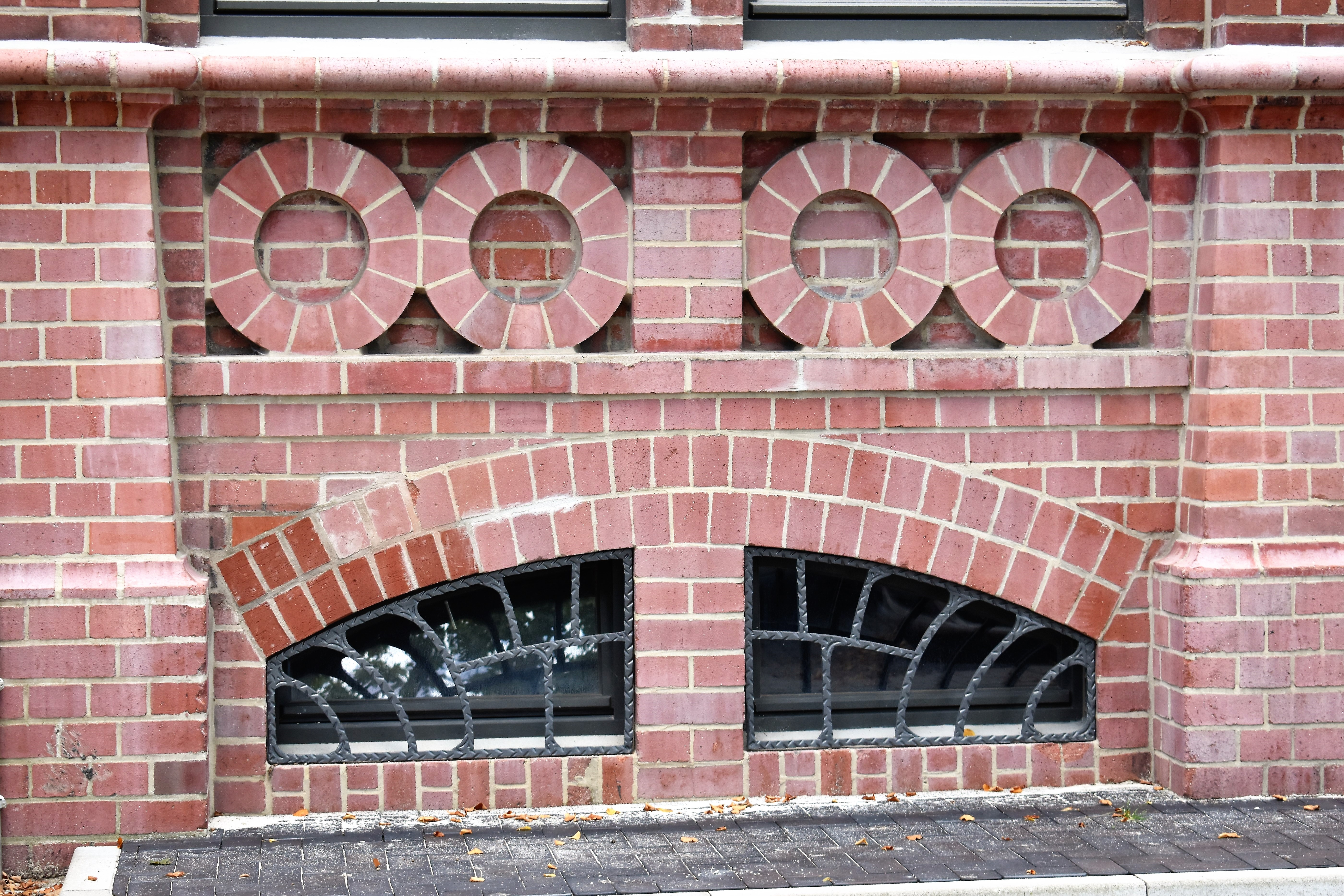
Stilisierte Räder in einer Mauernische

### Direktorenvilla
Die Villa steht in direkter Nachbarschaft zum Direktionsgebäude, an der Ostseite des Schmuckplatzes. Das verputzte, zweigeschossige Haus entstand in der Zeit vor 1920 und steht heute unter Denkmalschutz:51. Nach längerem Leerstand und Verfall begannen 2013 die Sanierungsarbeiten. Seit 2015 sind dort im Erdgeschoss eine kinderärztliche Praxis und im Obergeschoss eine kieferchirurgische Praxis untergebracht.
- Standort: Hanomagstraße Nr. 7 (Lage)

### Beamtenwohnhaus

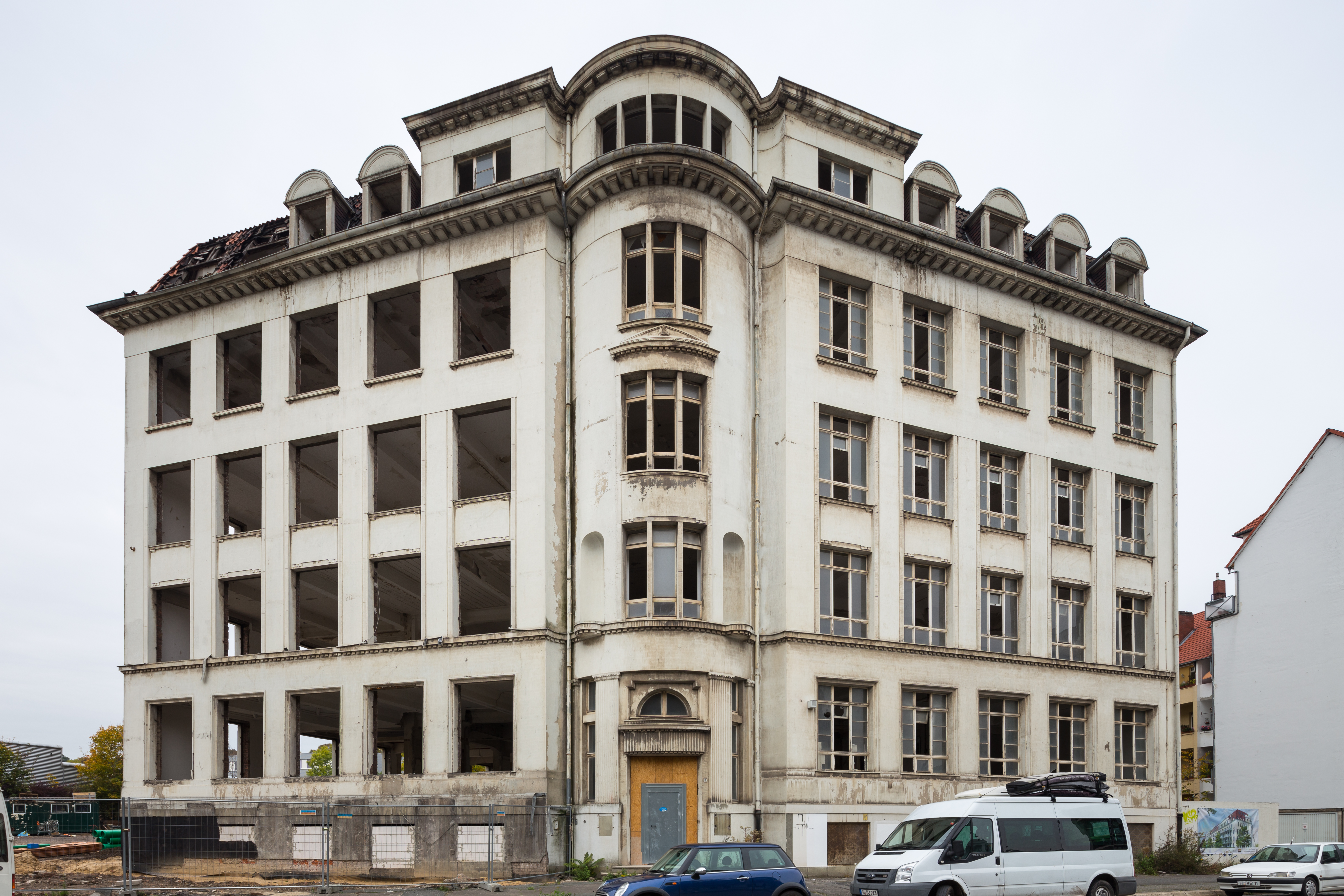
Leerstehendes Beamtenwohnhaus während der Sanierung, Herbst 2015

Die Entwürfe des Beamtenwohnhauses stammen von G. Phillips, dem Architekten, der auch das Direktionsgebäude realisierte.:151 Er plante das Haus bereits 1908, kriegsbedingt wurde es aber erst 1922 gebaut. Als Übergangslösung musste stattdessen die Arbeitersiedlung „Klein-Rumänien“ herhalten, die man während der Kriegsjahre noch mal modernisierte.:130 Für das Beamtenwohnhaus sah Phillips ursprünglich eine Fassade aus Verblendziegeln vor, die mit Putz-Elementen gegliedert war. An der Fassade sollten Dekorelemente des Direktionsgebäudes aufgegriffen werden. Beim Bau 1922 kam es zu einer deutlichen Veränderung: Das gesamte Gebäude wurde vollständig verputzt. Es erhielt dezent barockisierende Volutengiebel und wurde moderner gegliedert.:151
Die neu gegründete Fakultät für Rechtswissenschaften der Universität Hannover nutzte das Gebäude ab 1974. Die Universität begegnete zu der Zeit steigenden Studentenzahlen, während die Hanomag keine Verwendung mehr für das Beamtenwohnhaus hatte. Dort untergebrachte Wissenschaftler blieben bis 1995, um dann in neu hergerichtete Räumlichkeiten am Königsworther Platz umzuziehen. Das Beamtenwohnhaus diente anschließend übergangsweise der Fachhochschule. Nach dem Auszug der Fachhochschule suchte das Land Niedersachsen jahrelang einen Käufer für das denkmalgeschützte Haus, das währenddessen verfiel. Im September 2012 erwarb ein hannoverscher Immobilienentwickler das Gebäude, um es zu sanieren. 2017 wurden dort 56 Eigentumswohnungen fertiggestellt.
- Standort: zwischen Hanomagstraße und Bornumer Straße, repräsentativer Eingang an der Hanomagstraße Nr. 8 (Lage)

### Fabrikhallen der Kanonenwerkstatt

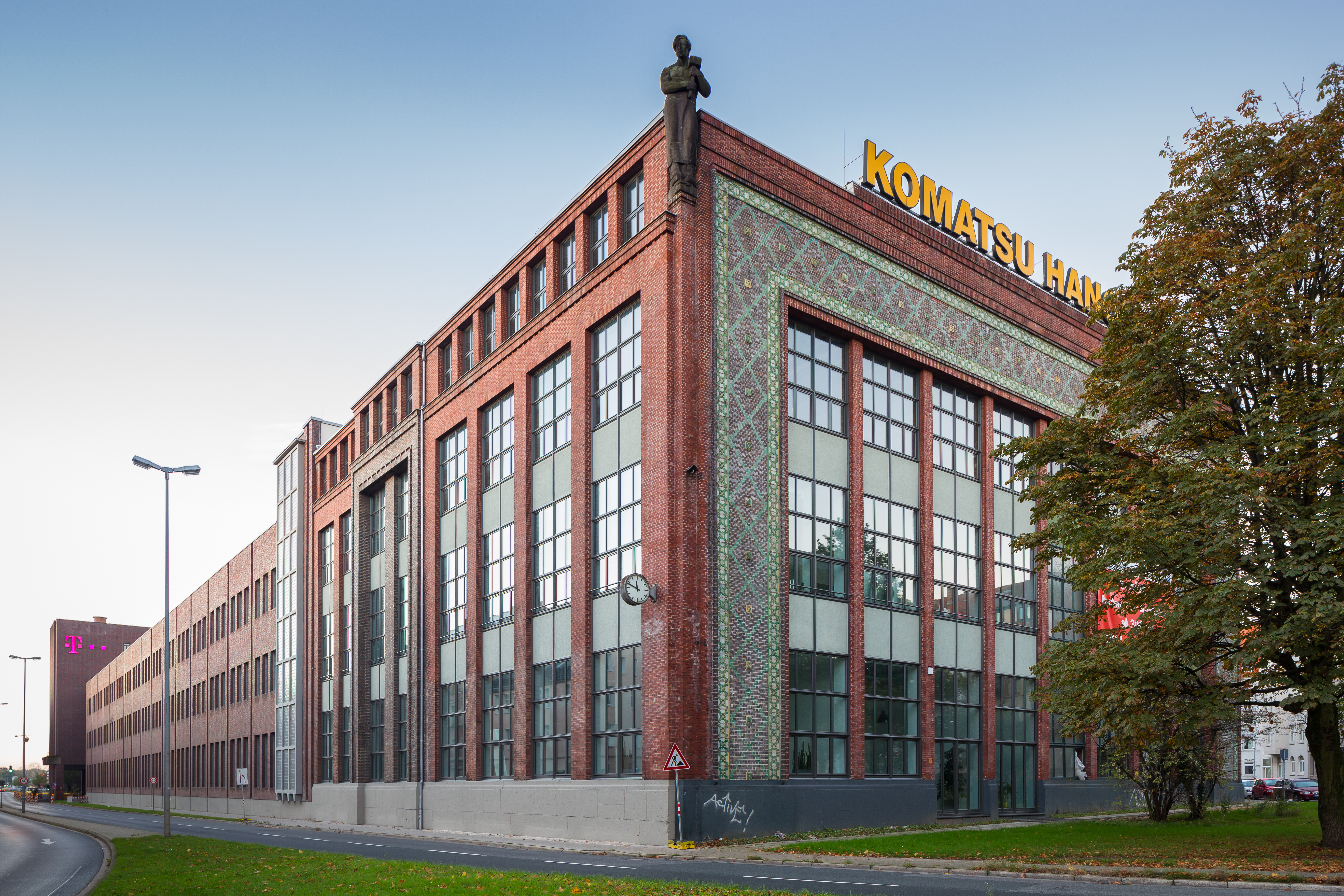
Nach Norden zeigende, dekorative Hallenfront am Deisterplatz

Die Fabrikhallen der Kanonenwerkstatt wurden 1916 errichtet. Weil sich Deutschland zu dieser Zeit im Ersten Weltkrieg befand, nahm die Bautätigkeit bei der Hanomag wie in der gesamten Rüstungsindustrie zu.:151 Erbaut wurden die Hallen auf dem dreieckigen Zipfel ganz im Norden des Werksgeländes. Mitte der 1890er Jahre sah das Neubauprogramm noch vor, sich von diesem Teil ganz zurückzuziehen.:462 Der Lindener Architekt Alfred Sasse entwarf den zum Deisterplatz gewandten Kopfbau.:151 Damals war der Deisterplatz noch kleiner als heute und von rechteckiger Form. Der überwiegend viergeschossigen Fabrikhalle liegt eine Eisenkonstruktion zugrunde, die ein flaches Dach erhielt. Der Hallengrundriss orientiert sich an den Fluchten der Hanomagstraße und Göttinger Straße, er besteht daher aus zwei unterschiedlichen, stumpf aneinanderstoßenden Trakten. Die Hofseite prägten große Glasflächen und eine Ziegelausfachung, während die zur Straße gerichtete Schauseite repräsentativ gestaltet wurde, mit Natursteinsockel und Verblendziegeln. Drei kolossale Geschosse strukturieren die Fassade. Die Geschosse werden von gemauerten Vorlagen umfasst, hinter denen sich Stahlstützen befinden. Über dem abschließenden Gesims sitzt das vierte Geschoss. Es ist kleinteilig ausgeführt und erinnert an eine Attika. Ein Streifen aus farbigen Fliesen bzw. Majolika umrahmt die zum Deisterplatz zeigende Nordseite. Hinzu kommen kleine, dekorative Relief-Plaketten, die Produkte der Hanomag darstellen. An den Gebäudeecken erheben sich zwei männliche Figuren, die von den Bildhauern Werner Hantelmann und Georg Herting stammen. Sie personifizieren die Arbeit (Hantelmann) und die Industrie (Herting). Zwischen den Statuen an der Dachkante steht der Unternehmensname, mittlerweile zu „KOMATSU HANOMAG“ geändert. An dem Gebäude zeigt sich, dass sich zu dessen Entstehungszeit eine „pathetische Sachlichkeit“:151 bei Industriebauten etabliert hatte.
In der kurzen Zeit bis zum Ende des Ersten Weltkriegs wurden in der Kanonenwerkstatt noch Geschütze gebaut. Anschließend widmete man das Gebäude im Rahmen der allgemeinen Konsversion um: Im Erdgeschoss wurden fortan Radsätze und Achslager für Lokomotiven bearbeitet. Im ersten Obergeschoss entstanden Schrauben, in der Etage darüber Zahnräder und Getriebeteile für Ackerschlepper.:56
Ende der 2010er Jahre wurden im Kopfbau ca. 5.000 m² Bürofläche hergerichtet. Die Räume sind nach Fertigstellung vermietet worden, unter anderem an eine Digitalagentur, eine Steuerfachschule und einen Personaldienstleister. In der sich anschließenden Fabrikhalle entlang der Hanomagstraße schufen Investoren 23 Loftwohnungen.
- Standort: an der Hanomagstraße, dem Deisterplatz und am Anfang der Göttinger Straße, mit repräsentativer Fassade zum Deisterplatz (Lage)

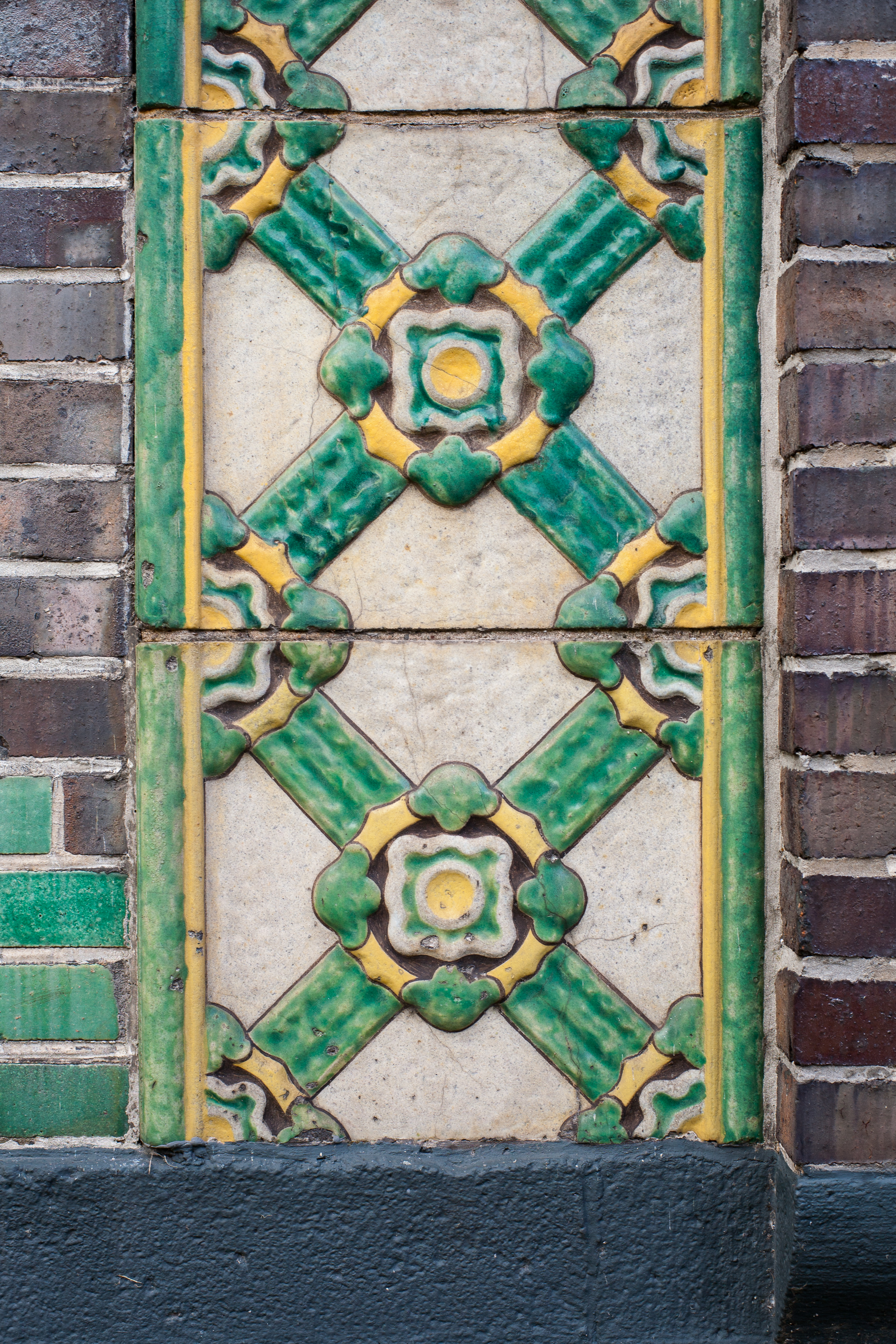
Majolika-Quadrate
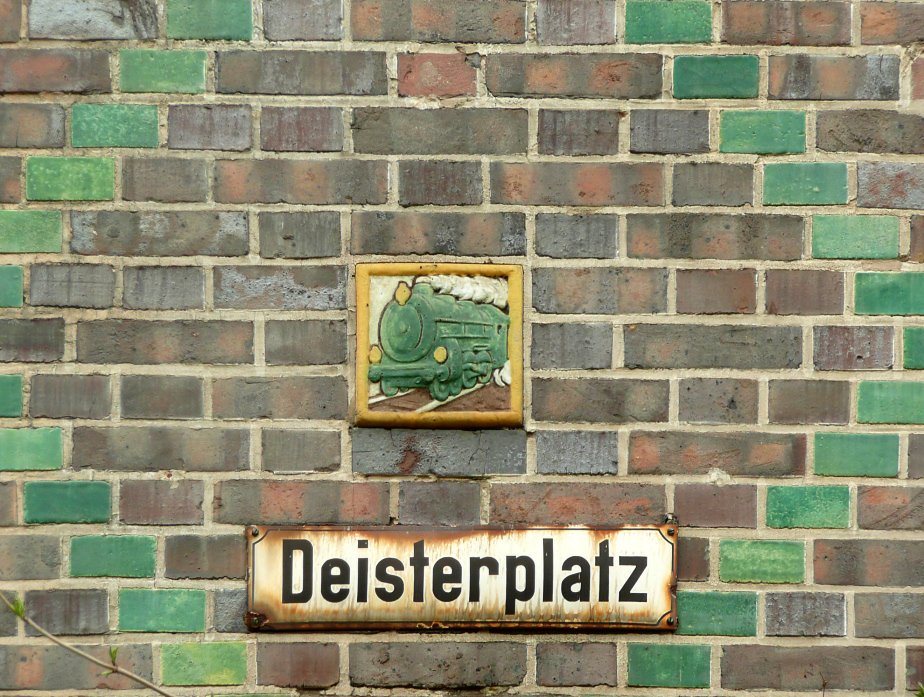
Produktdarstellung: Lokomotive
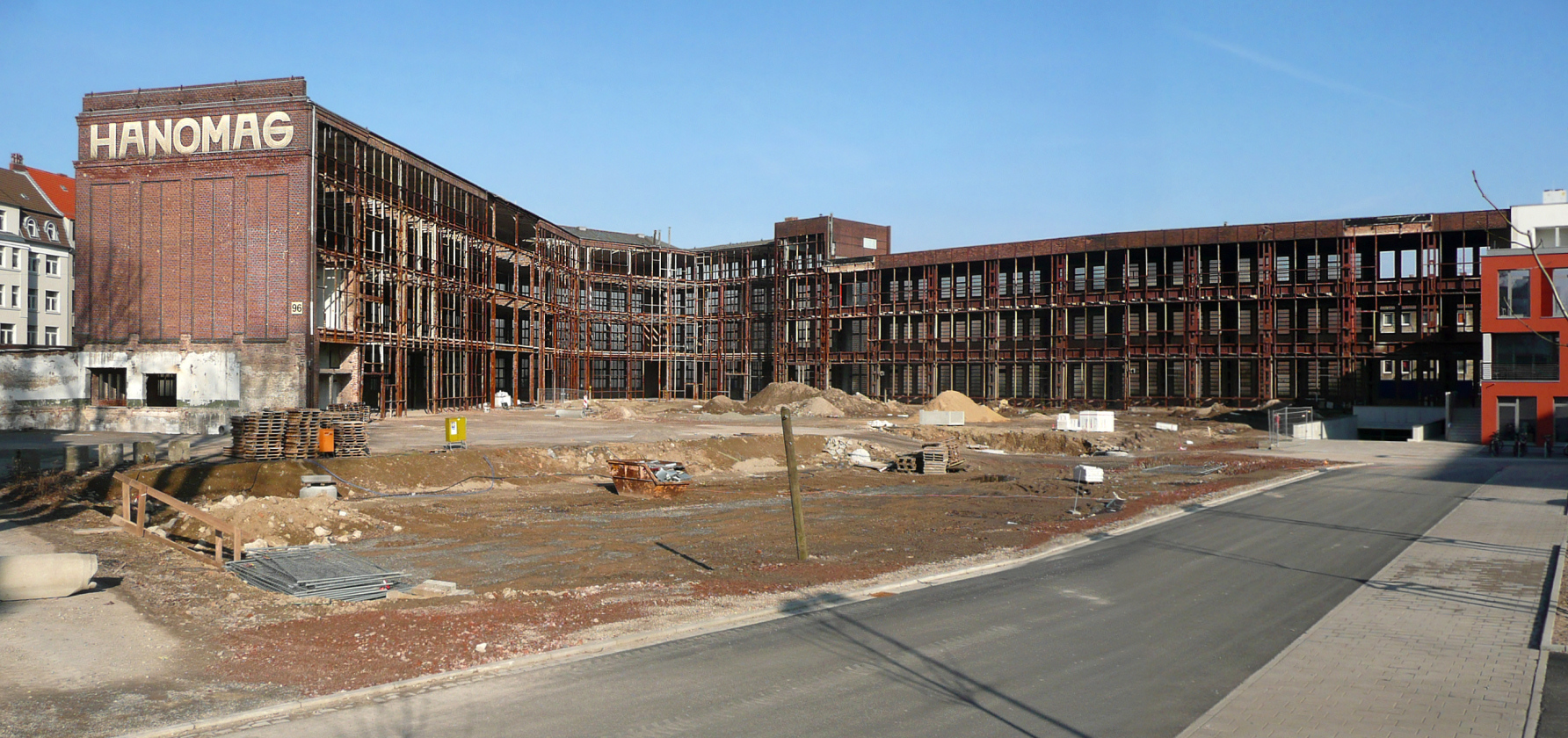
Rückseite während der Umbaumaßnahmen, 2011

### Fabrikhalle für den Schlepperbau

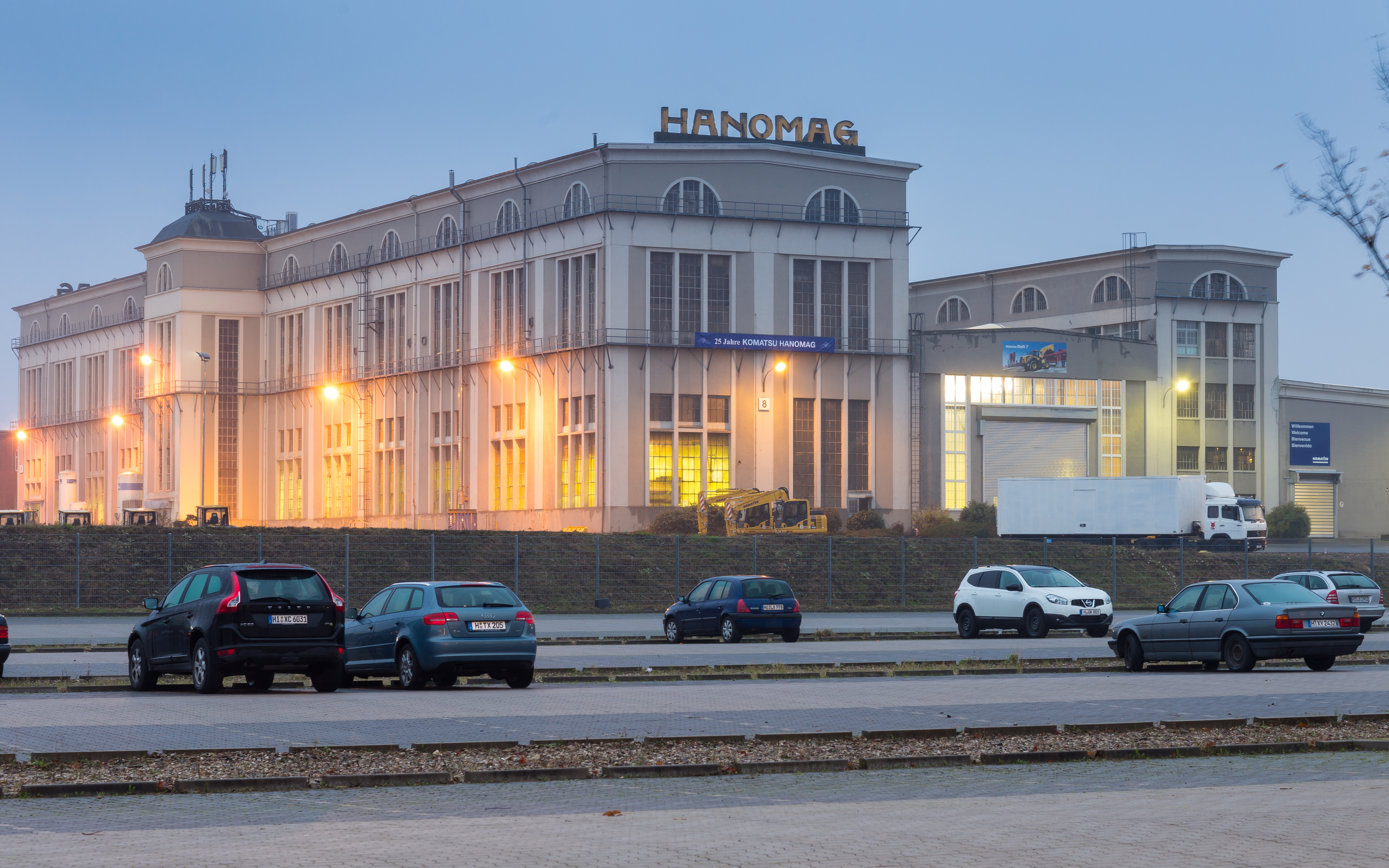
Von Komatsu genutzte Fabrikhalle für den Schlepperbau

Zwischen 1922 und 1923 entstand auf dem nordwestlichen Teil des Hanomag-Geländes eine zweiteilige Halle, deren Entwurf von Heinrich Neeren stammt. Die Gebäudeteile sind miteinander verbunden und besitzen unterschiedlich große Abmessungen. In der Halle produzierte man zunächst Pflüge und Ackerschlepper, bereits 1924 kam jedoch die Automobil-Fertigung hinzu. Nach dem Krieg war hier der Karosseriebau untergebracht und auch die Montage von Lastwagen erfolgte in der Halle.:56,57 Heute wird das Gebäude von Komatsu genutzt und befindet sich für die Allgemeinheit unzugänglich auf dem Werksgelände der Firma.
- Standort: Verlängerung der Hanomagstraße, auf dem Komatsu-Werksgelände (Lage)

### Trakt an der Göttinger Straße

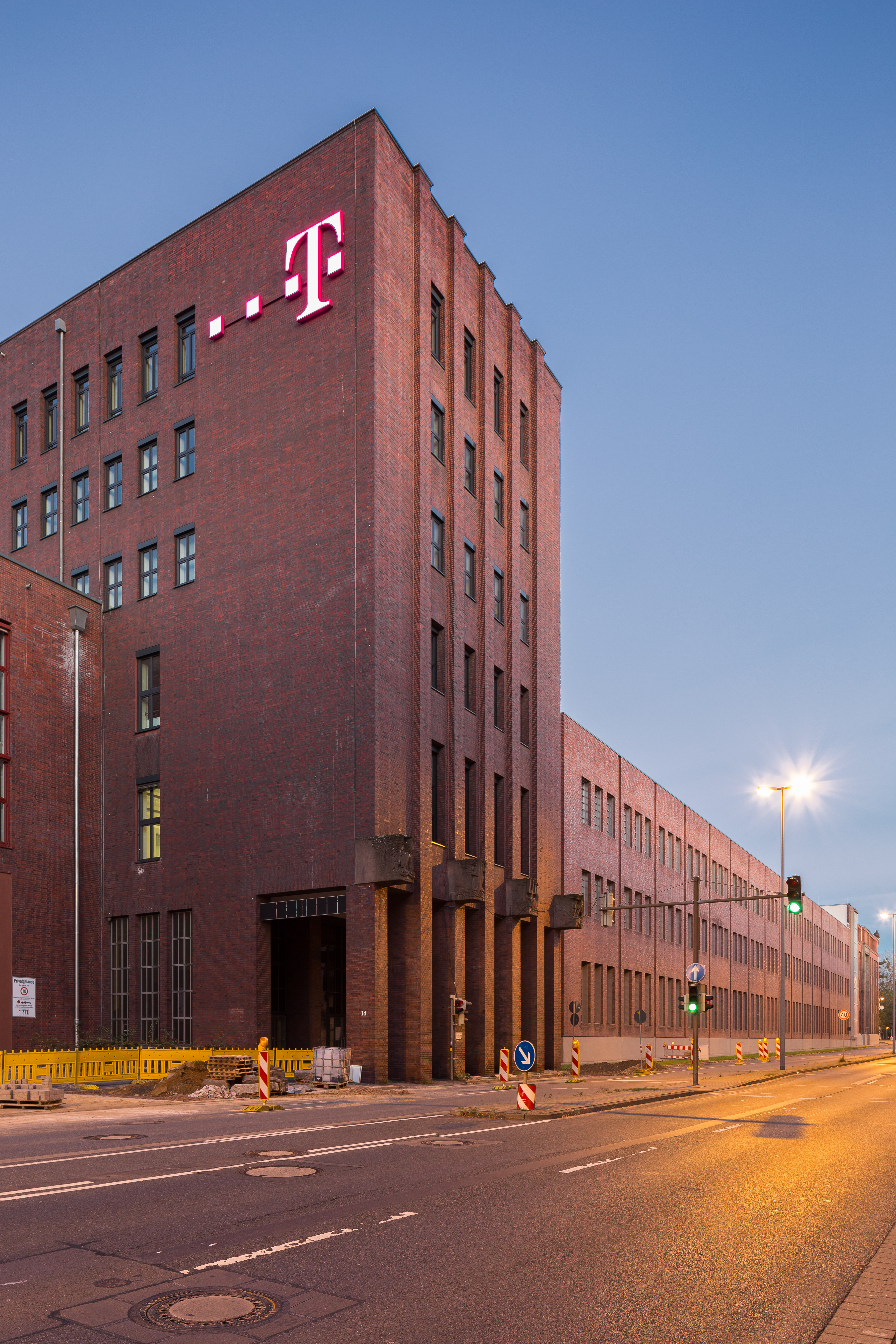
Sechsgeschossiger, monumentaler Turm an der Göttinger Straße

Der Gebäudekomplex 8, gelegen an der Göttinger Straße, wurde 1939/40 gebaut.:151 Außer dem breiten Werkstor 1 entstanden eine Großkantine, das Gebäude der Werkfeuerwehr und das der Werkschule sowie ein Bürotrakt. Der Architekt Emil Mewes entwarf die Gruppe kubischer Baukörper. Sie unterscheiden sich in ihrer Höhe und Zahl der Geschosse, die einzelnen Teile scheinen sich zu durchdringen. Spezifische Fensterformen gliedern die Bauten: Entweder sorgen die Fenster für eine Breitenstreckung oder unterstreichen Höhenentwicklung, ergänzt durch wenige Vertikalelemente. Das Tor flankierende Flügel schaffen in diesem Bereich eine Art Hof. Der rechte Flügelbau geriet besonders massiv. Er ist zur Göttinger Straße als sechsgeschossiger Turm ausgeführt, an dessen Schauseite kantige Vorlagen bis zur Oberkante reichen. Im Erdgeschoss gehen die Vorlagen über in entgegengestellt gemauerte Pfeiler, die eine Vorhalle umschließen. Über Pfeilern stoßen vier Blöcke hervor, auf denen sich symbolische Darstellungen der Elemente finden. Unterstützt wird die Monumentalwirkung dieses Traktes durch überlebensgroßes Arbeiterstandbild von Georg Herting. Es stellt „den Arbeiter“ heroisierend als Bezwinger der Elemente dar. Diese überhöhte Darstellung der Arbeiterklasse steht im krassen Widerspruch zu den tatsächlichen politischen Verhältnissen im „Dritten Reich“.:151 Nach dem Krieg beabsichtigten britische Truppen, das Arbeiterstandbild zu demontieren und nach England zu transportieren. Die zerlegte, bereits in Kisten verpackte Skulptur wurde jedoch von Mitarbeitern der Hanomag im Bauhof der Fabrik versteckt. Zwei Jahre nach Abzug der britischen Truppen kam das Standbild zurück an seinen ursprünglichen Aufstellungsort.:36
Die „alte“ Hanomag endete 1983 mit dem Konkurs. Als GmbH neugegründet zog sich das Unternehmen auf den nordwestlichen Teil des Geländes zurück. Das Niedersächsische Landesamt für Immissionsschutz mietete ab 1988 den frei gewordenen Trakt an der Göttinger Straße. Zunächst mussten die Gebäude jedoch umfangreich saniert werden, wofür die Hanomag Grundstücksbesitzgesellschaft den Baukonzern Philipp Holzmann beauftragte. Von 1987 bis 1988 setzte Holzmann den Trakt instand und baute ihn zu einem Labor- und Verwaltungskomplex um.
Seit den 2000er Jahren nutzt die Deutsche Telekom den Gebäudetrakt, der 2013 um einen Büro-Neubau nach hinten erweitert wurde.
- Standort: entlang der Göttinger Straße, mit einem Werkstor auf Höhe Göttinger Straße Nr. 14 (Lage)

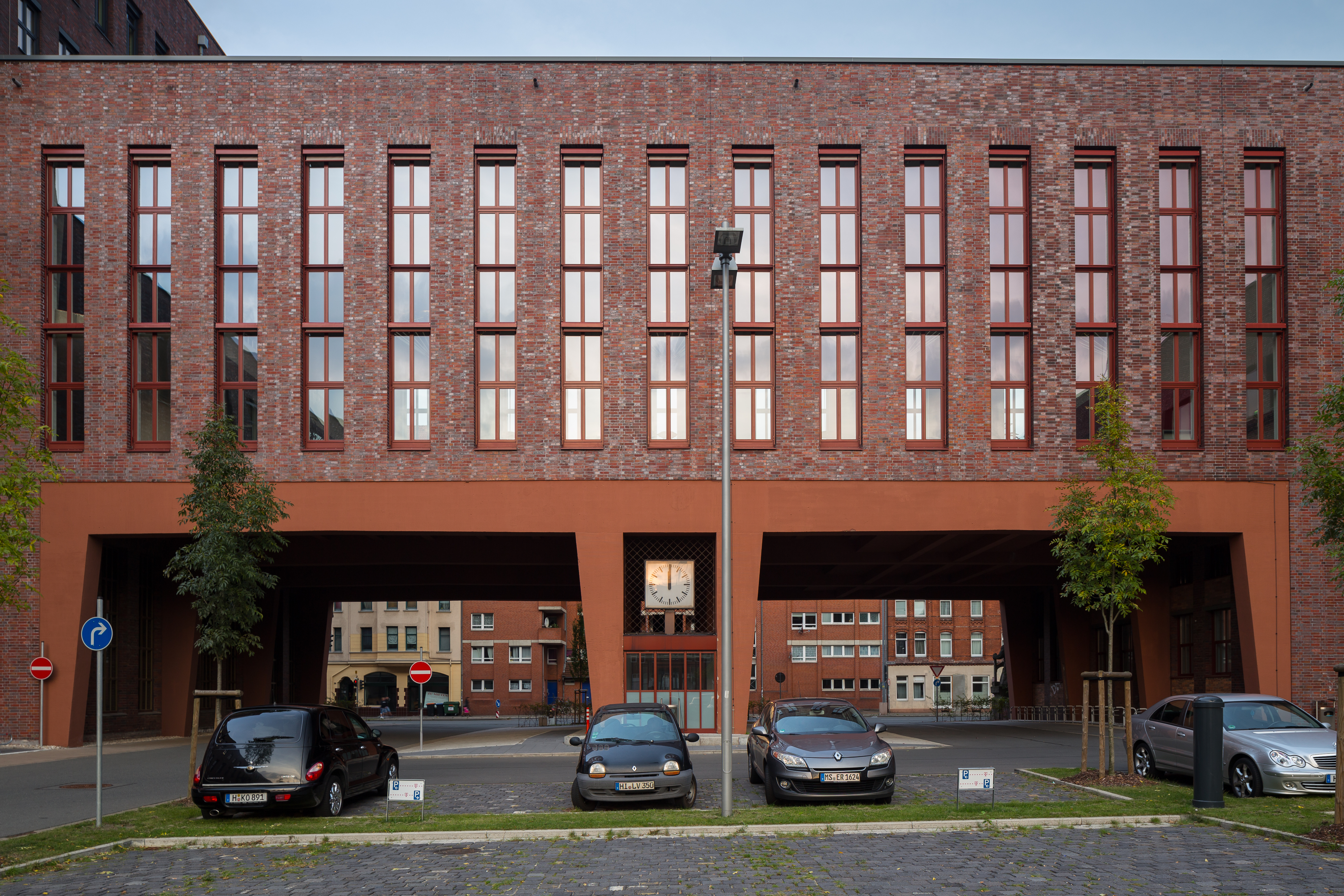
Werkstor, Innenseite
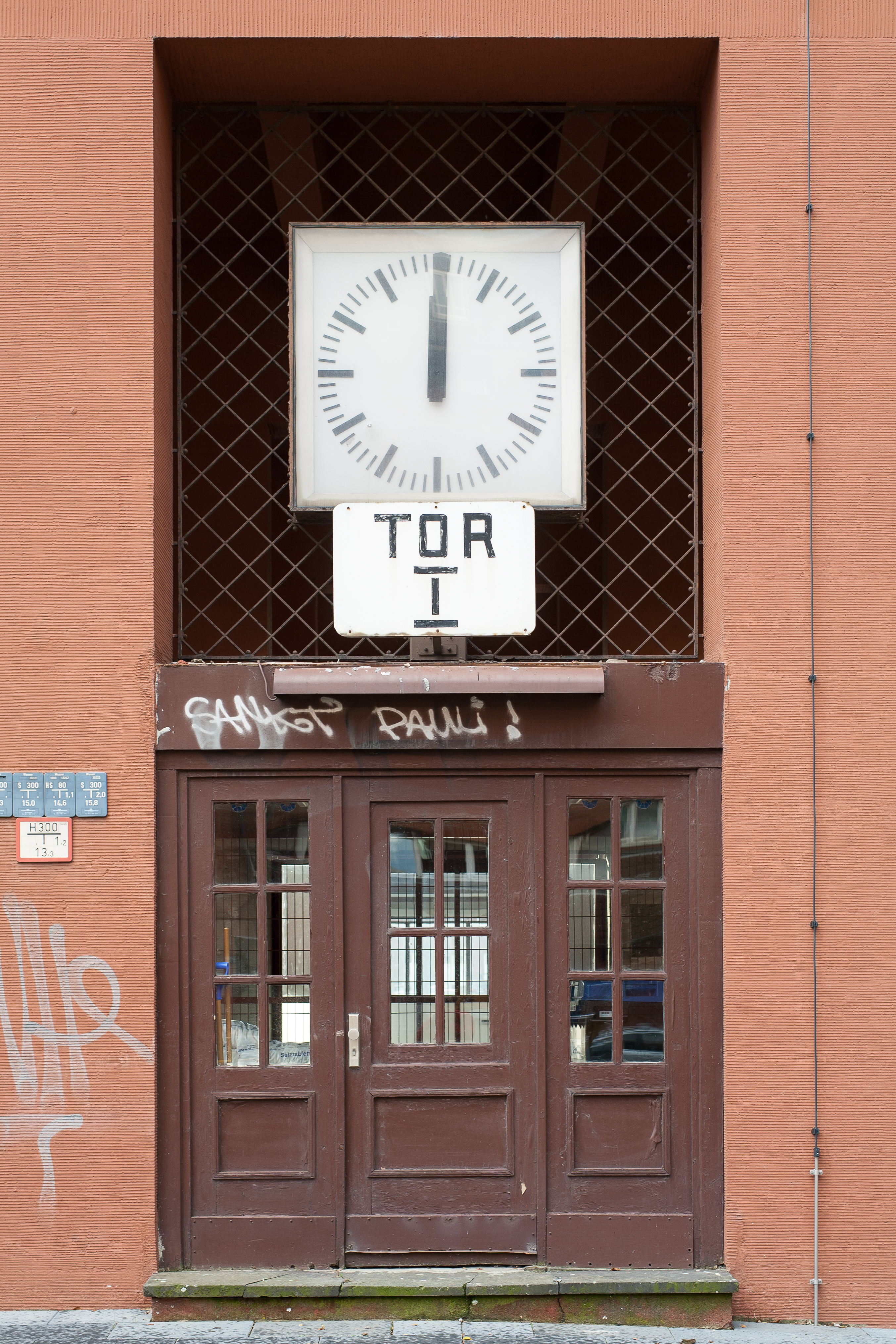
Ehemaliges Pförtnerhäuschen am Eingang
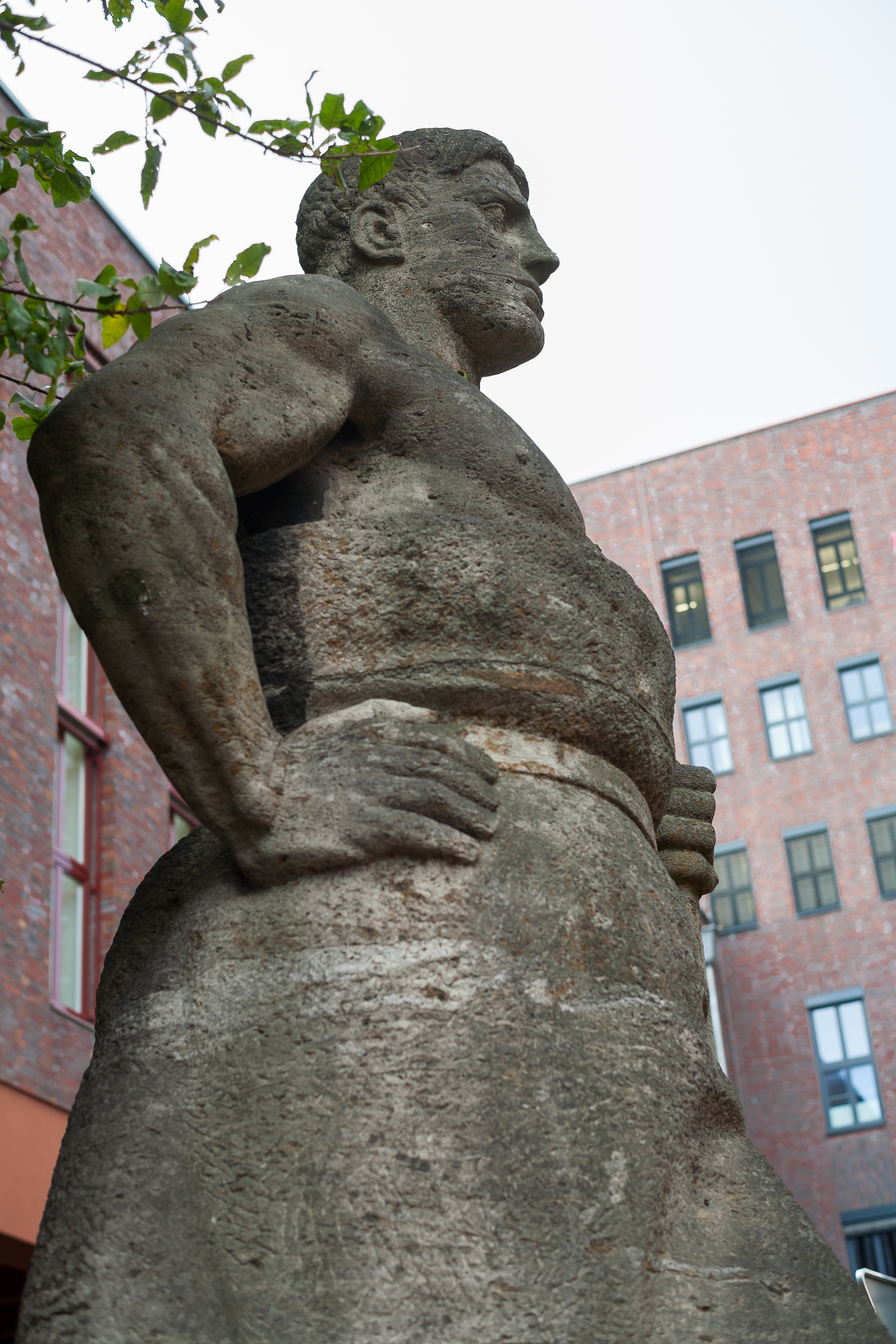
Heroisierendes Arbeiterstandbild von Georg Herting
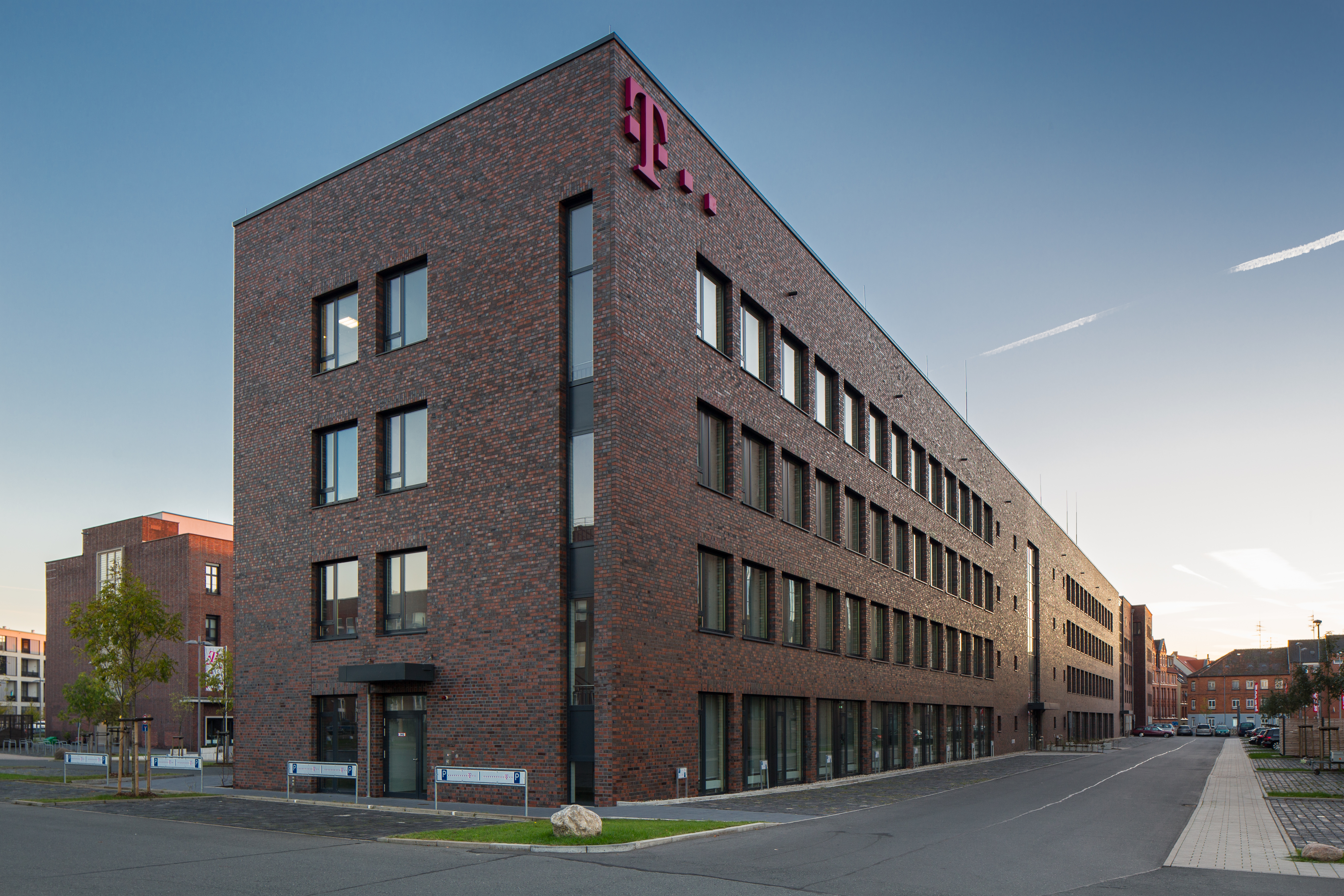
Büro-Neubau der Deutschen Telekom

### U-Boot-Halle

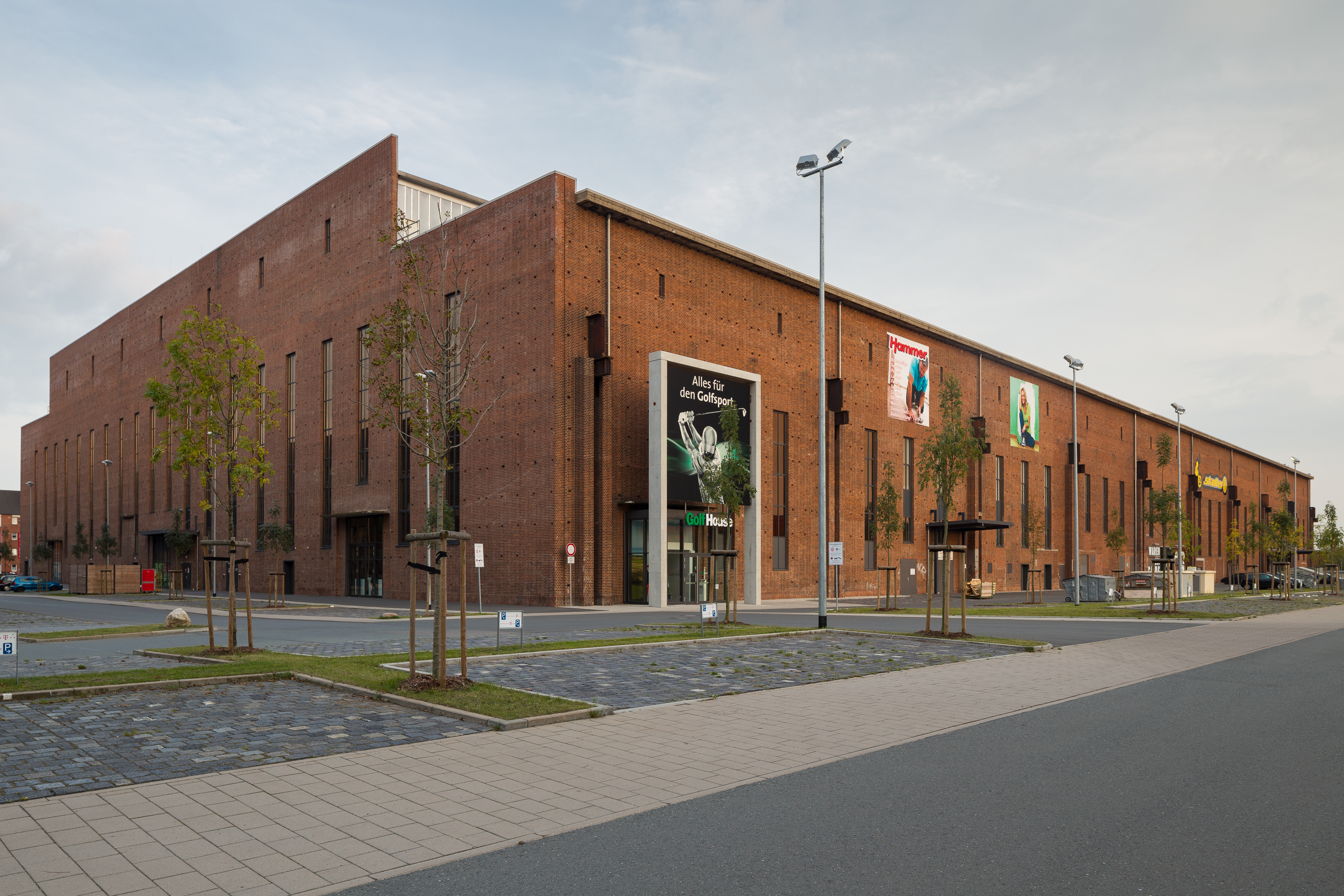
Vom Einzelhandel genutzte U-Boot-Halle

Die sogenannte U-Boot-Halle entstand ab 1943 und war für die Fertigung von Flugabwehrkanonen vorgesehen. Ursprünglich wurde das Tragwerk des Rohbaus auf dem Gelände der Kriegsmarinewerft Wilhelmshaven errichtet, um darin U-Boote zu fertigen. Nachdem die U-Boot-Produktion jedoch in Bunker verlegt worden war, kam die entbehrlich gewordene Stahlkonstruktion nach Linden. Dort verkleidete der Architekt Emil Mewes das Gerüst mit Ziegelwänden. Gegliedert ist das Gebäude durch hohe, schmale Fensteröffnungen. Da durch diese Schlitze viel zu wenig Tageslicht in die Halle gelangt, gibt es auf dem Dach „Oberlichtkästen“. Diese Öffnungen befinden sich sowohl über dem Seiten- als auch dem Mittelschiff.:152
Eine Produktion von Rüstungsgütern fand in der U-Boot-Halle nicht mehr statt. Das Gebäude wurde in der Nachkriegszeit genutzt, um Erzeugnissen ihr Finish zu verpassen. Daneben diente die Halle als Lager für den Versand.:56 Nach dem Konkurs der Hanomag in den 1980er Jahren fanden in der Halle Konzerte und Feiern statt. Es entstand die Discothek Cyberhouse, für die Zirkuszelte mitten im Gebäude aufgebaut wurden. Mittlerweile (Stand: 2014) nutzt der Einzelhandel die U-Boot-Halle. Angesiedelt haben sich in ihr unter anderen ein Zweirad-Center Stadler, ein Supermarkt und ein Möbelhändler.
- Standort: zwischen der Göttinger Straße und der später angelegten Elfriede-Paul-Allee (Lage)

## Nach 1945 entstandene Gebäude der Hanomag

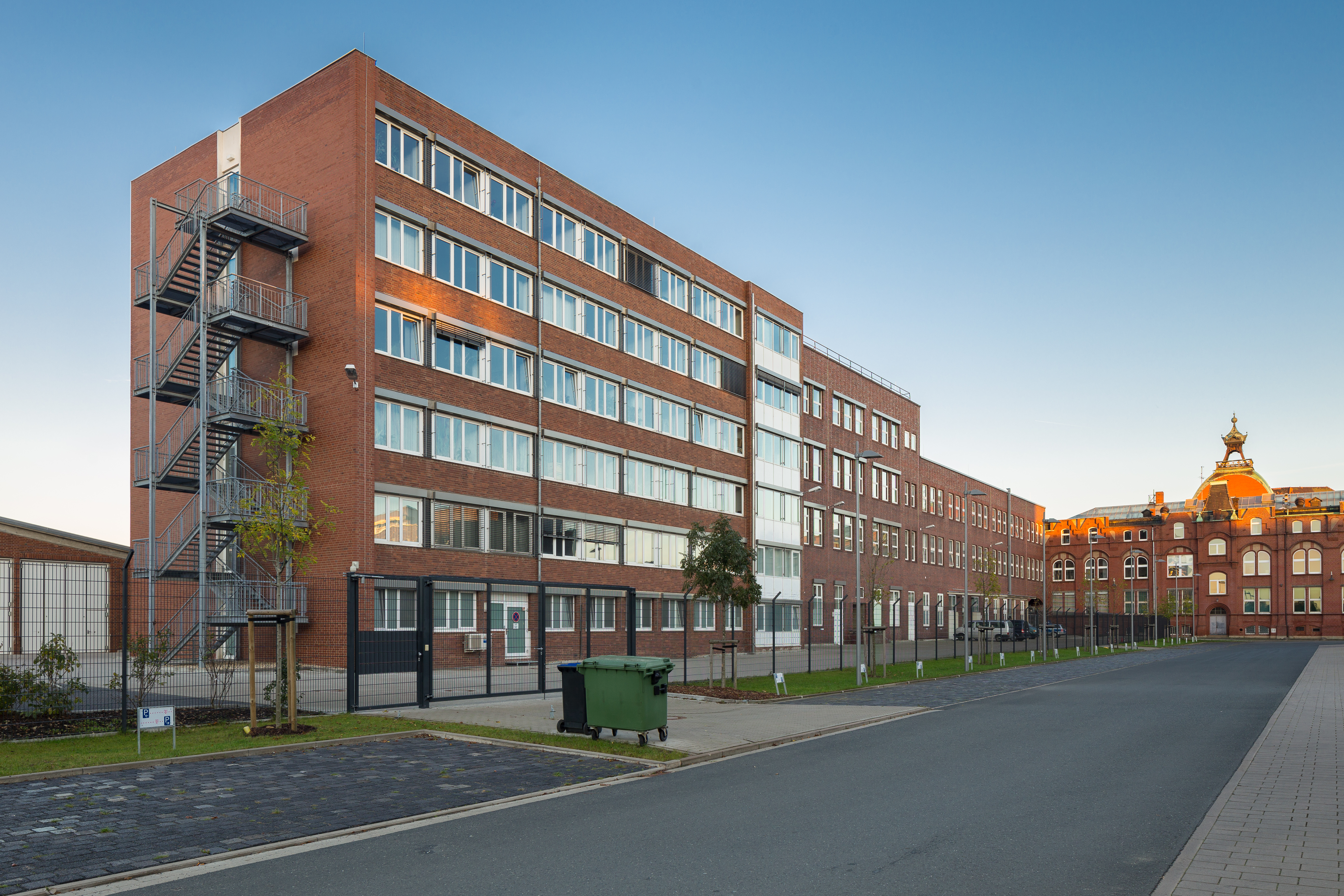
Von der Polizei genutzter Bürotrakt

Die Polizeidirektion Hannover beschäftigt ca. 300 Mitarbeiter in ehemaligen Gebäuden der Hanomag. Dazu gehört ein Bürotrakt, der sich an die Rückseite des Direktionsgebäudes anschließt. Der südliche, aus der Bauflucht herausspringende Teil des Traktes stammt aus der Zeit nach 1945. Ein danebenliegendes, ebenfalls von der Polizei genutztes Hochhaus musste zwischen 2011 und 2013 saniert werden.
- Standort: Marianne-Baecker-Allee (Lage)

Südlich an die Häuser der Polizei grenzt das ehemalige HANOMAG-Schlepper-Versuchs-Zentrum, gegründet 1964.:41, Bild u. Die flache Halle wurde später um etwa die Hälfte gekürzt, vermutlich um Platz für die Elfriede-Paul-Allee zu schaffen. Dieses Gebäude wurde durch einen Neubau der Telekom ab August 2018 ersetzt.
- Standort: Marianne-Baecker-Allee / Elfriede-Paul-Allee (Lage)

In einer der zuletzt auf dem Hanomag-Gelände errichteten Fabrikhalle befindet sich seit 1999 ein Markt der OBI-Baumarktkette. Das Bauwerk steht an der Elfriede-Paul-Allee und ist parallel zur U-Boot-Halle ausgerichtet.
- Standort: Elfriede-Paul-Allee (Lage)

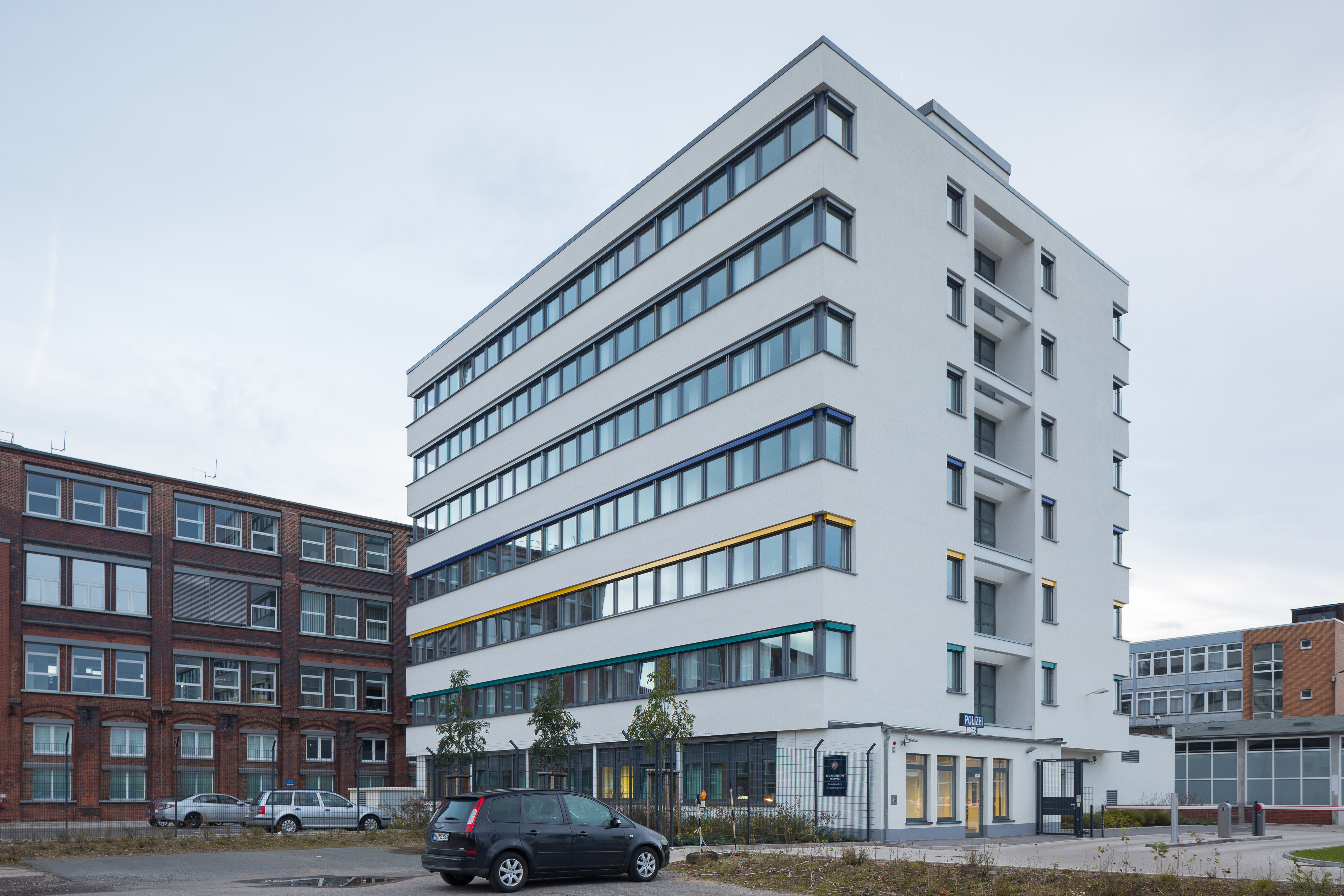
Saniertes Hochhaus der Polizei
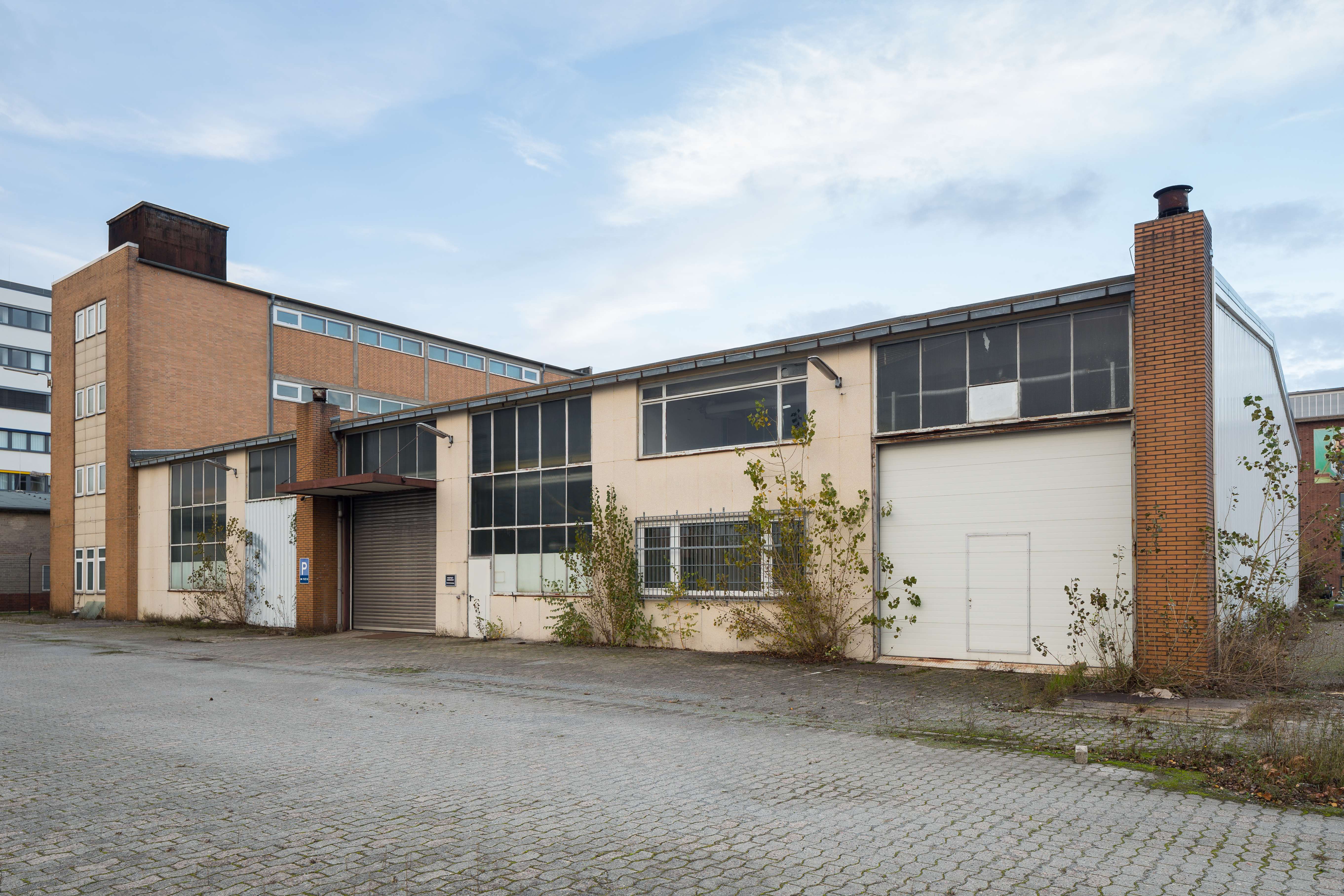
HANOMAG-Schlepper-Versuchs-Zentrum
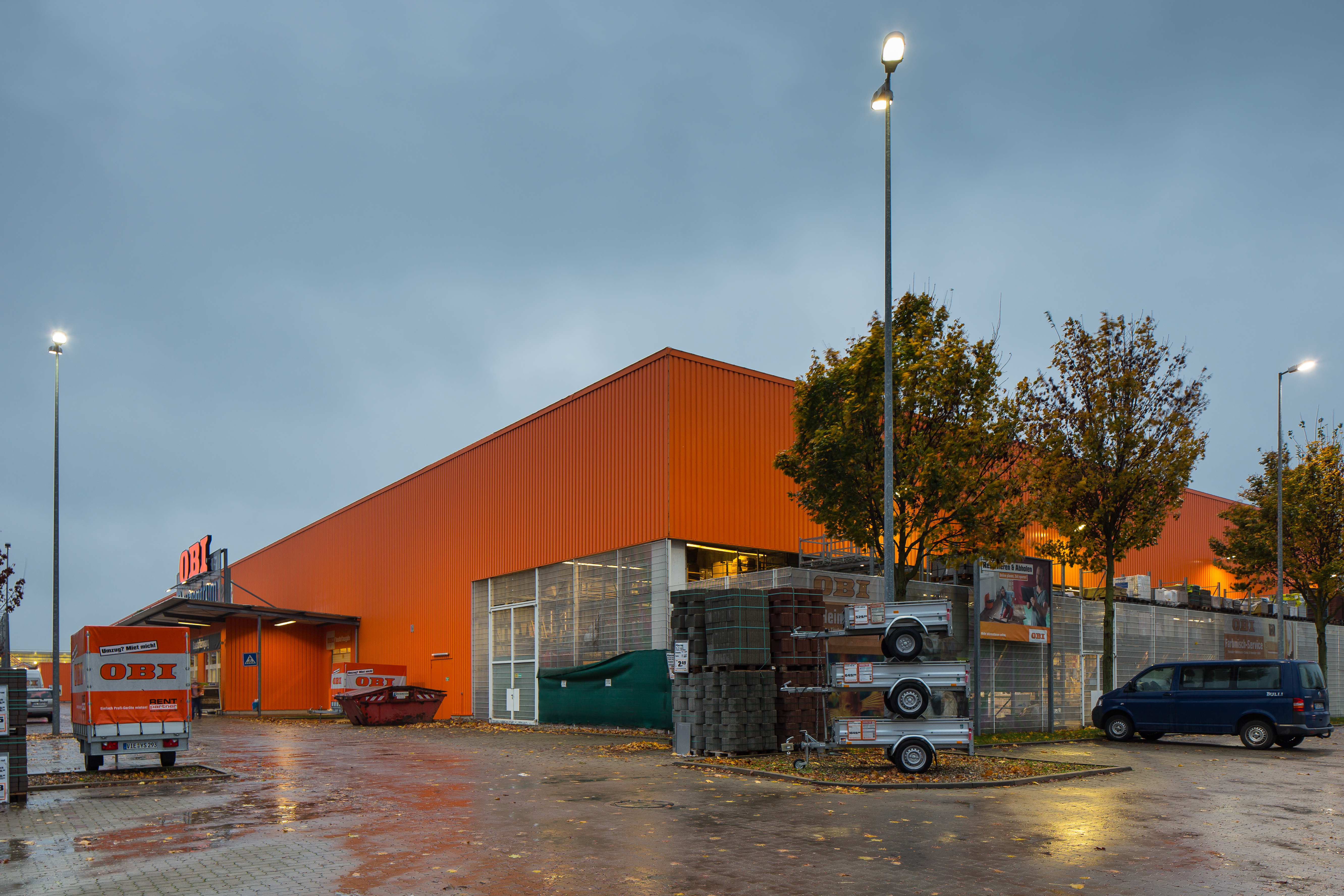
Baumarkt der OBI-Gruppe